# Oberwesel

Das Mittelrheintal bei Oberwesel

Oberwesel ist eine Stadt am Mittelrhein. Sie liegt in Rheinland-Pfalz im Rhein-Hunsrück-Kreis. Die Stadt gehört der Verbandsgemeinde Hunsrück-Mittelrhein an und ist einer der beiden Verwaltungssitze. Oberwesel ist gemäß Landesplanung als Grundzentrum ausgewiesen. Im Hoch- und Spätmittelalter war Oberwesel eine selbstständige Reichsstadt im Heiligen Römischen Reich, was sich im Stadtwappen widerspiegelt.

## Geographie

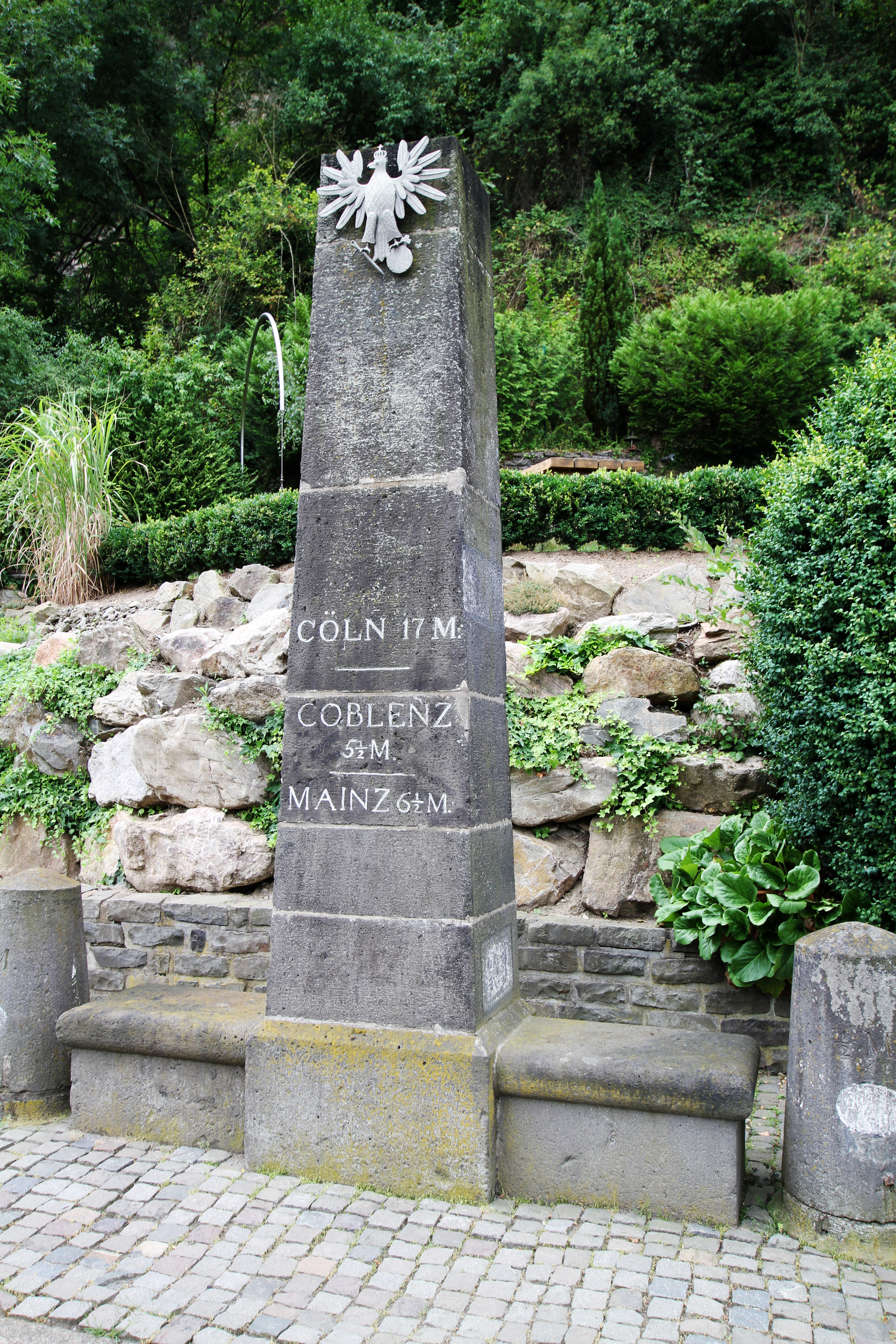
Meilenstein am Ortsrand

Die Stadt liegt linksrheinisch im UNESCO-Welterbe Oberes Mittelrheintal bei Rheinkilometer 550 zwischen den Nachbargemeinden Sankt Goar und Bacharach am Fuß der Schönburg.

## Stadtgliederung
Die Stadt besteht neben der Kernstadt aus den Stadtteilen Engehöll, Dellhofen und Langscheid, welche jeweils eigene Ortsvorsteher und Ortsbeiräte haben.

### Geomorphologie
Der Rhein, der hier zwischen Kaub und St. Goar seinen engsten canyonartigen Talabschnitt ausbildet, knickt nördlich von Oberwesel nach Osten im rheinischen Streichen des Rheinischen Schiefergebirges ab und bildet hier einen Prallhang, der, nach Süd-Südosten ausgerichtet, mit seiner Steillage und einer Lösslehmauflage auf dem Schieferuntergrund des Oelsbergs beste Bedingungen für den Weinbau bietet. Die Hänge unmittelbar bei der Stadt sind nach Nordosten ausgerichtet und übersteil, sodass Weinbau nur in den südlich exponierten Seitentälern der Stadt möglich ist. Die Stadt selbst rückt unmittelbar an den Rand der Niederterrasse des Flusses heran, der sich hier etwa 13 m in diese eingeschnitten hat. Die B 9 wird bereits bei einem Pegelstand von 5,80 m, Pegel Kaub, überflutet. (→ Rheinhochwasser)

### Klima
Der Jahresniederschlag beträgt 604 mm.

## Geschichte

### Mittelbronze- und La-Tène-Zeit

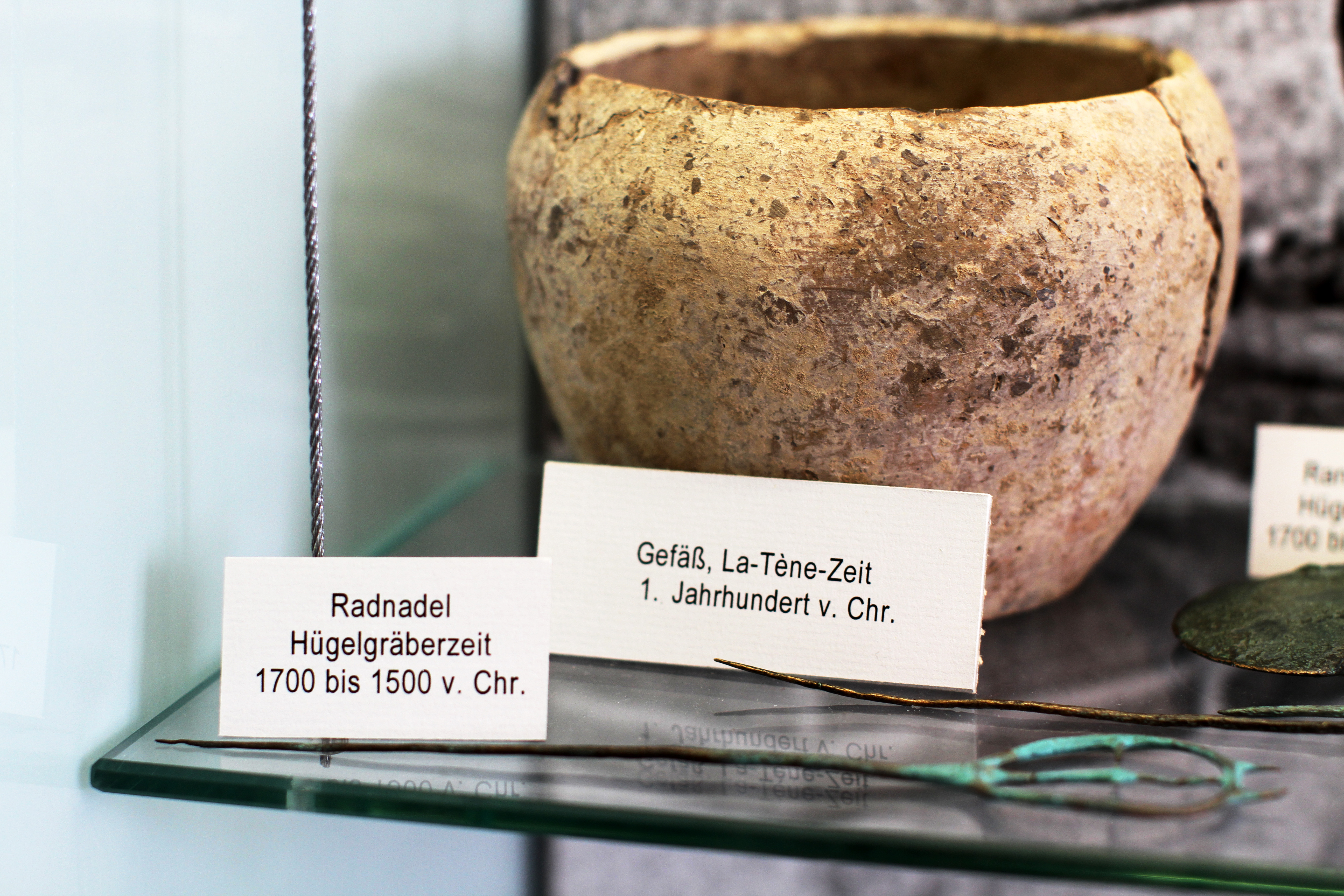
Oberweseler Frühgeschichte

Wie bei vielen Städten in der Region Mittelrhein gehen die Ursprünge dieser Orte und ihre Namen wohl auf eine keltische Siedlung zurück. So war schon in vorchristlicher Zeit auch die heutige Stadtgemeinde Oberwesel ein bevorzugter Siedlungsplatz dieses Rheinabschnitts. Der frühe Ortsname „Vosavia“ soll aus der Zeit um 50 v. Chr. stammen und wird auf das Volk der Kelten zurückgeführt, die etwa seit dem dritten vorchristlichen Jahrhundert große Teile Westeuropas besiedelt hatten. Spuren, die diese frühen Siedler in Oberwesel hinterließen, sind die zahlreichen Fundstücke, die aus Hügelgräbern im Oberweseler Wald geborgen werden konnten. Stämme des Volkes der Treverer siedelten an der Mosel, auf den Höhen der Eifel und des Hunsrücks sowie auf den schmalen Streifen der Rheinauen, so auch im Raum der heutigen Stadt Oberwesel, von deren reichen Fischgründen (Lachsfische) später die Römer berichteten. Auch fanden sie dort ein waldreiches Hinterland für die Jagd, sodass ein Weiterziehen nicht erforderlich war, da ihre Ernährung vor Ort kontinuierlich gesichert schien. Zudem bot in der sehr dünn besiedelten Region der Rheinstrom bis zum späteren Entstehen römischer Heerstraßen eine leicht zu nutzende Verkehrs- und Transportmöglichkeit.

### Station an der römischen Heerstraße

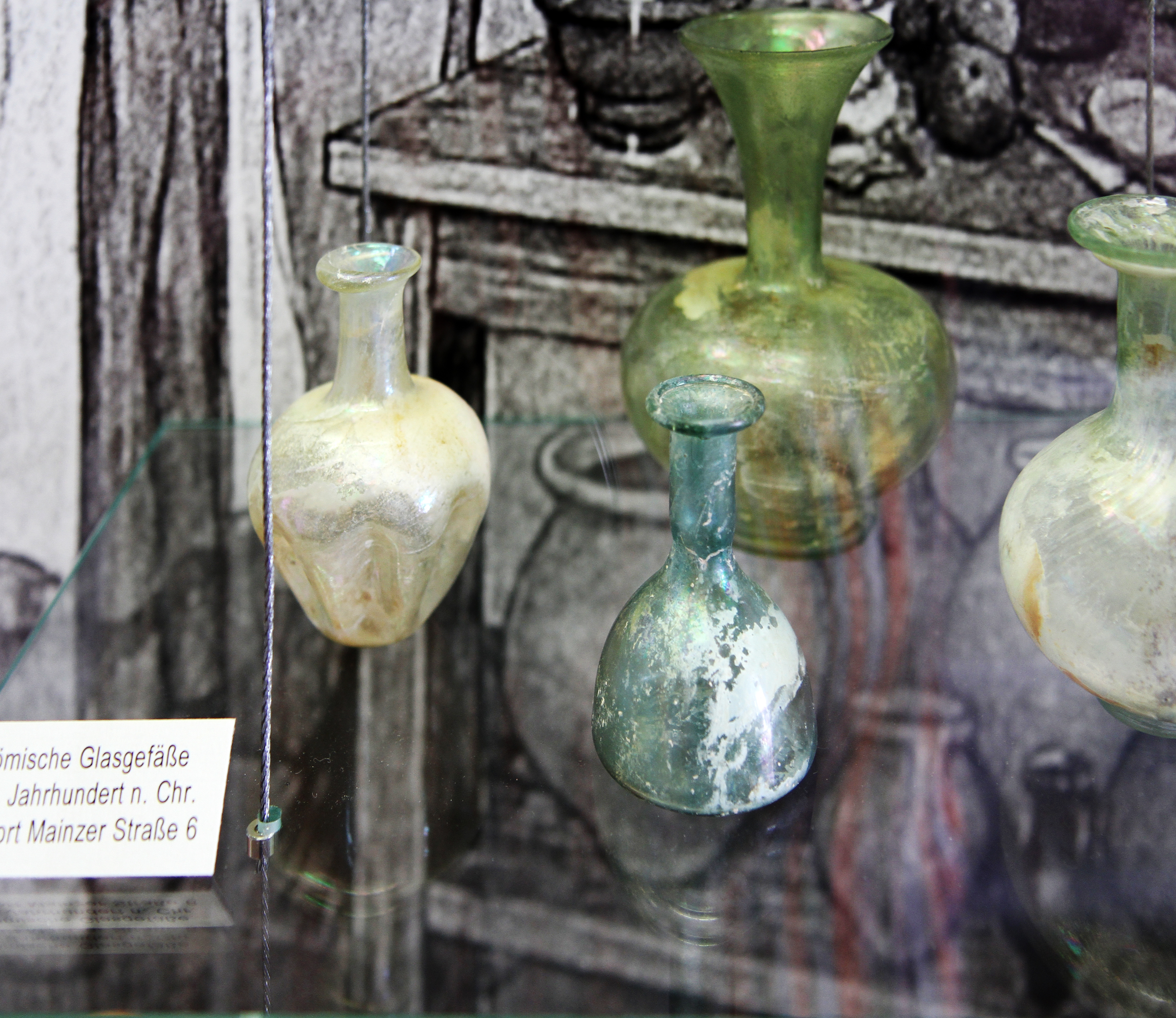
Römische Glasgefäße des 3. – 4. Jahrhunderts

Kurz vor der Jahrtausendwende (13/12 v. Chr.) fielen die linksrheinischen Gebiete Germaniens an die römischen Eroberer. Im Zuge der Sicherung dieser Gebiete legten die Römer Militärlager an, neben denen sich im Laufe der Zeit Orte oder gar Städte entwickelten. So entstand zur Zeit des Drusus (um 12. v. Chr.) aus Vosavia eine nun „Vosolvia“ genannte Militärstation an der wichtigen Römischen Rheintalstraße zwischen Mogontiacum (Mainz) und Confluentes (Koblenz) entlang des Rheins. Diese frühe Bezeichnung der Stadt ist auch auf der Peutingerschen Tafel, eine Nachzeichnung einer römischen Straßenkarte, als Vosavia eingezeichnet.
Auf der Hard Oberwesels, in der 1307 erstmals erwähnten Gemarkung des heutigen Stadtteils Dellhofen, wurde bei Feldarbeiten mit dem Pflug antikes Mauerwerk angerissen, bei dem auch ein Weihestein zu Tage trat. Der in die Zeit 100 n. Christus datierte Stein des «Ibliomarus» – möglicherweise ein Name keltischen Ursprungs – war Merkur und Maiae gewidmet worden. Einen ersten sicheren archäologischen Beweis einer römerzeitlichen Besiedlung in Oberwesel konnte jedoch erst im Jahre 2008 erbracht werden. In einer Baugrube am Schaarplatz konnte der Archäologieverein ARRATA e. V. unter anderem römerzeitliche Abfallgruben entdecken. Spätrömische Gräber mit Beigaben, darunter Bronzebeschläge von Militärgürteln, waren bereits früher bekannt und können als Indiz für ein Kastell gewertet werden.
Dieser und weitere Funde, darunter auf einem Grundstück der Mainzer Straße 6 geborgene Glaswaren und Münzen, sind im städtischen Museum ausgestellt, beispielsweise Exemplare des Sesterz, As oder diverse Antoniniani, eine antike römische Silbermünze, die unter Kaiser Caracalla (211–217) um 214 n. Chr. als offizielles Zahlungsmittel eingeführt wurde.

### Fränkische Zeit
Nach dem Fall des Limes und dem Abzug der römischen Grenztruppen nahmen Franken die verlassenen Gebiete ein, siedelten zunächst in Dörfern oder Einzelhöfen und lebten als Bauernkrieger. Herrenloses Land gab es genügend, da in der Zeit der Völkerwanderung die Zahl der Menschen auch am Mittelrhein erheblich zurückgegangen war. Nach einer gewissen Konsolidierungszeit bildete sich aus den Gebieten ein umfangreicher fränkisch-königlicher Fiskalbezirk, der sich vermutlich zwischen den südlichen Grenzen des Viertälergebietes um Bacharach und der nördlichen Grenze des rheinabwärts von Oberwesel gelegenen Ortes Oberhirzenach erstreckte, dessen Verwaltung letztendlich ein „König“ vorstand. Als Königshof (oder merowingischer Königssitz) dürfte das ehemalige Kastell Boppard fungiert haben. (→ Bopparder Reich)

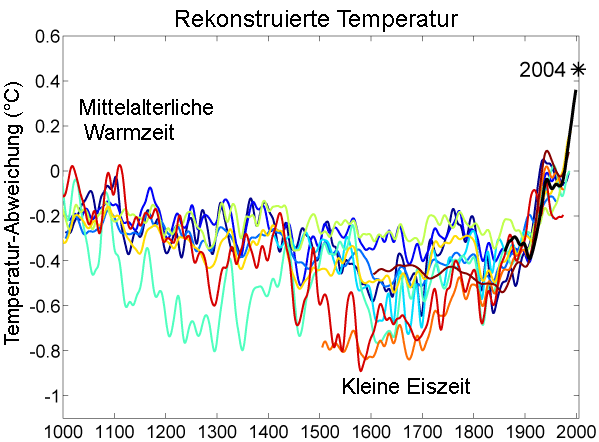
Rekonstruierter Temperaturverlauf der letzten 1.000 Jahre nach verschiedenen Quellen.

Eine Epoche mit deutlicher Klimaverbesserung zwischen dem 9. und dem 14. Jahrhundert, eine heute als Mittelalterliche Warmzeit bezeichneten Periode, führte dann auch zu einem Anwachsen der Bevölkerung, da die höheren Temperaturen zu besseren Erträgen führten und somit mehr Menschen mit ausreichend Nahrung versorgt werden konnten. Eine weitere Verbesserung trat ein, nachdem Kaiser Karl der Große Vorschriften erlassen hatte, im Reich die Dreifelderwirtschaft einzuführen. Ein weiterer Königshof sollte später die Geschicke der Oberweseler über einen langen Zeitraum bestimmen. Es waren ebenfalls Familien der fränkischen Oberschicht, die der Konradiner und Liudolfinger, aus deren Reihen der letzte König der Ostfranken hervorgegangen war.
Das Hofgut Wesel ging unter Kaiser Otto I. 966 an das Erzstift Magdeburg.

### Ottonische Zeit
Kurz nachdem im Jahr 966 das Hofgut (Ober)Wesel – in den Urkunden als „curtis Weslia“ bezeichnet – mit allem Zubehör als Kronland dem Sachsenkönig zuerkannt worden war, schenkte Otto es dem Mauritiuskloster in Magdeburg, welches zwei Jahre später zum Domkapitel des Erzbistums Magdeburg avancierte. Ob diese Schenkung allen Grundbesitz in „Weslia“ umfasste, ist auch heute noch unklar. Die Aufzählungen in der Schenkungsurkunde, die akribisch alle Einzelposten benannten, gaben den Forschern Hinweise, wie autark damalige große Hofgüter gewesen sind. Angeführt wurden Hörige, Gebäude, Weinberge, Wiesen und Weiden, Wälder, stehende und fließende Gewässer, Fischerei und Vogelfang betreffende Rechte, Mühlen sowie bebautes Land und Brachland. Neben dem hier näher erläuterten Hofgut gab es weitere verstreut liegende Höfe, die mit der Zeit durch neuerrichtete Behausungen anwuchsen und zusammen drei Kernbereiche bildeten. Dies waren der mittlere Bereich mit dem königlichen Wirtschaftshof im heutigen Marktviertel, der südliche Bereich (Kirchhausen) um die spätere Liebfrauenkirche und der nordwestliche Kern um die Martinskirche. Ein Modell dieser frühen Ansiedlungskerne zeigt das Museum an Strom in Bingen. Diese Ansiedlungen wurden in späteren Zeit zur Stadt Wesel verschmolzen. 1166 erwarb Friedrich I. (Barbarossa) (das Hofgut Ober)Wesel und die inzwischen entstandene Höhenburg Schönburg, die erstmals 1149 als im Besitz des Pfalzgrafen Hermann von Stahleck erwähnt wurde.

### Erste Gotteshäuser und Konvente

#### Magdeburger Eigenkirche Mauritius

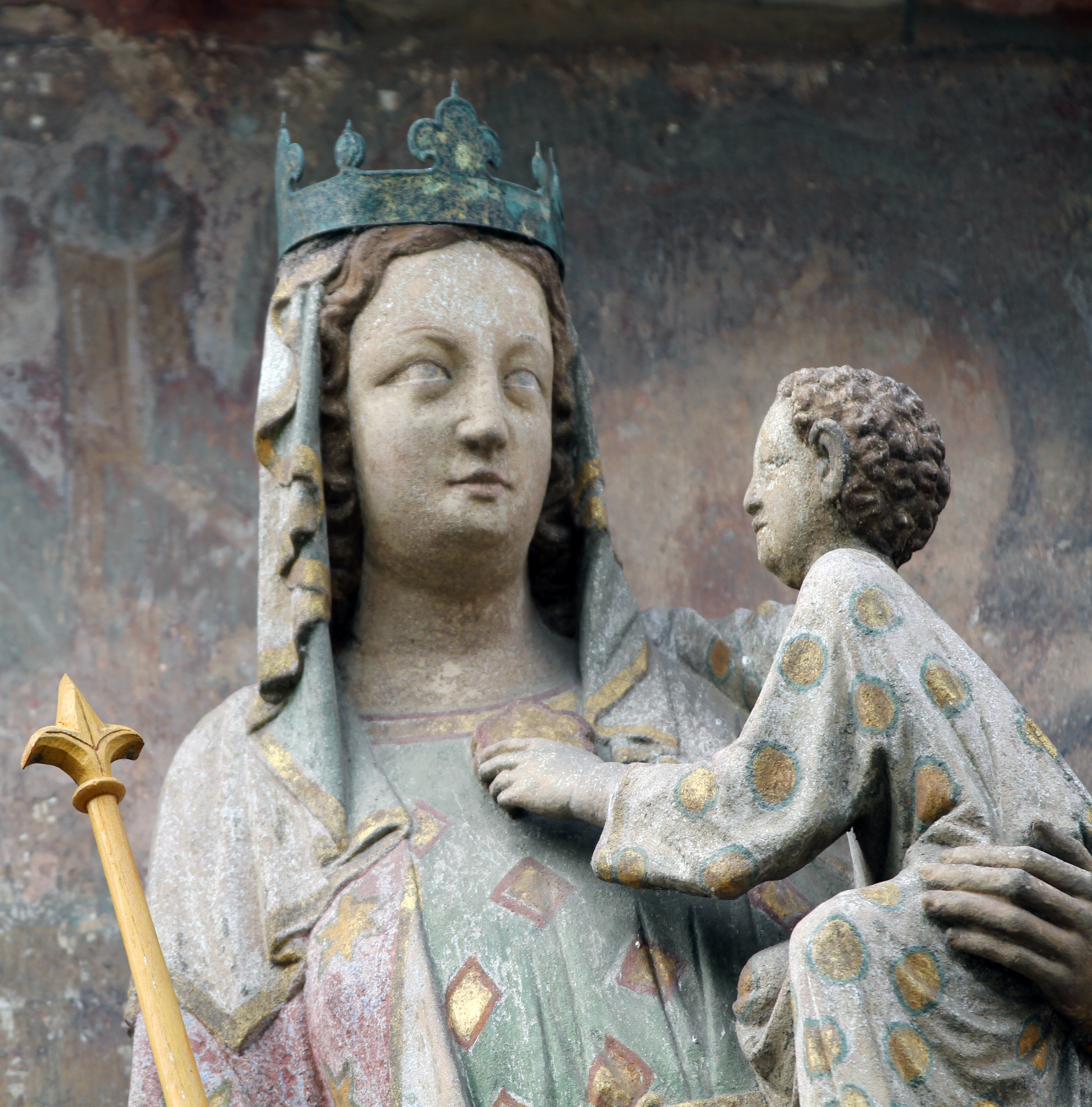
Marienfigur um 1331 am Hochchor (Außen) der Liebfrauenkirche

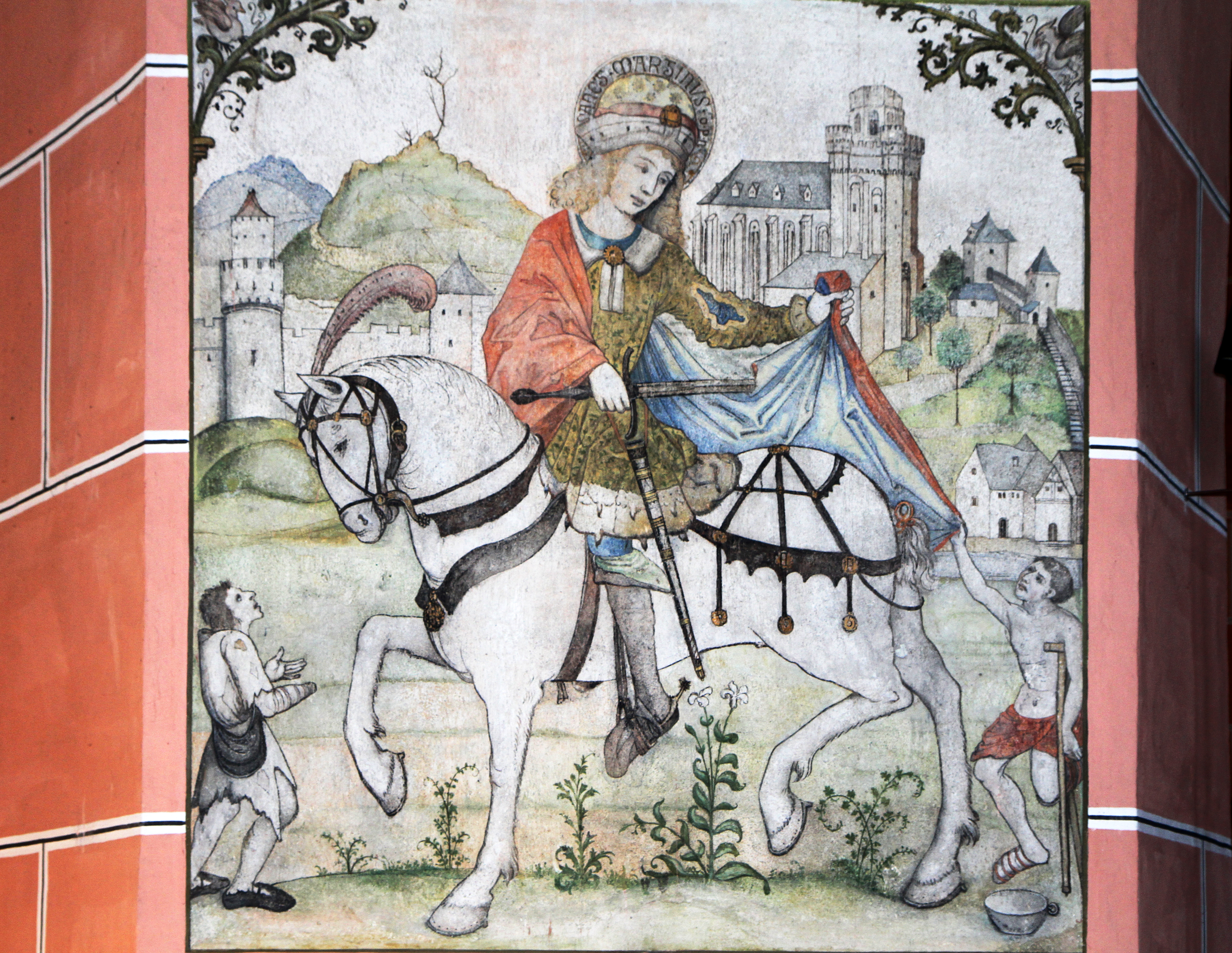
St. Martin und die Nordstadt, Fresko in der Liebfrauenkirche um 1490

Für die Magdeburger Zeit soll der Graf des Einrichgaus, Ludwig III. von Arnstein, die Vogtsrechte und die Patronatsrechte über die frühen Oberweseler Kirchen besessen haben. Diese Rechte gingen später an die Isenburger beziehungsweise an deren Zweige von Kempenich und von Arenfels über.
Da die Magdeburger Herren einen beträchtlichen Teil des Weseler Grundbesitzes besaßen, geht man davon aus, dass sie sich auch eine kleine Kapelle oder Kirche erbauten. Diese Eigenkirche soll nach dem Patron des Erzstiftes Magdeburg den Namen Mauritius getragen haben. An ihren Standort soll das Marktkreuz der Stadt erinnern.

#### Vorgängerin der Liebfrauenkirche
Eine Marienkirche im frühen Oberwesel wurde erstmals 1213 und erneut 1219 in Urkunden des „Weseler“ Burggrafen Otto von Schönburg angeführt (in einer anderen Quelle als v. Schonenburg und der Bezeichnung „ministerialis regis“, also königlicher Hofbeamter), in denen der Pleban Peter dieser Kirche (Petrus sacerdos plebanus ecclesie s. Marie), und in der Urkunde von 1219 zusätzlich ein Kaplan erwähnt wurde. Zu dieser frühen Kirche ist nichts bekannt; jedoch vermutet man, dass zwei Achtecksäulen an den Treppenaufgängen des Lettners der heutigen, im 14. Jahrhundert erbauten Pfarrkirche dieser ersten Marienkirche entstammen könnten. Danach hätte diese Kirche des 13. Jahrhunderts im Bering des Aufganges zur Schönburg, am Rand des späteren Stiftsbereichs, gestanden.

#### Vorgänger der Martinskirche
Ein Vorläufer der heutigen Kirche St. Martin, auf der höchsten Ortslage der Stadt erbaut, wurde wie die Liebfrauenkirche erstmals im Jahr 1219 erwähnt. Wie lange sie Bestand hatte, ist nicht bekannt, jedoch wird sie mit der Fertigstellung der heutigen Kirche obsolet geworden sein. Deren Baubeginn wird in die erste Hälfte des 14. Jahrhunderts datiert, eine komplette Fertigstellung geschah in größeren Zeitabständen. So konnte nach einer dendrochronologischen Untersuchung ein Zuganker im obersten Turmgeschoss in die Zeit nach 1435 datiert werden. Abgesehen von einem schon früh entstandenen Chor wurde das nördliche Seitenschiff – ein südliches wurde nicht gebaut – erst im 16. Jahrhundert fertiggestellt.

#### Kloster Allerheiligen

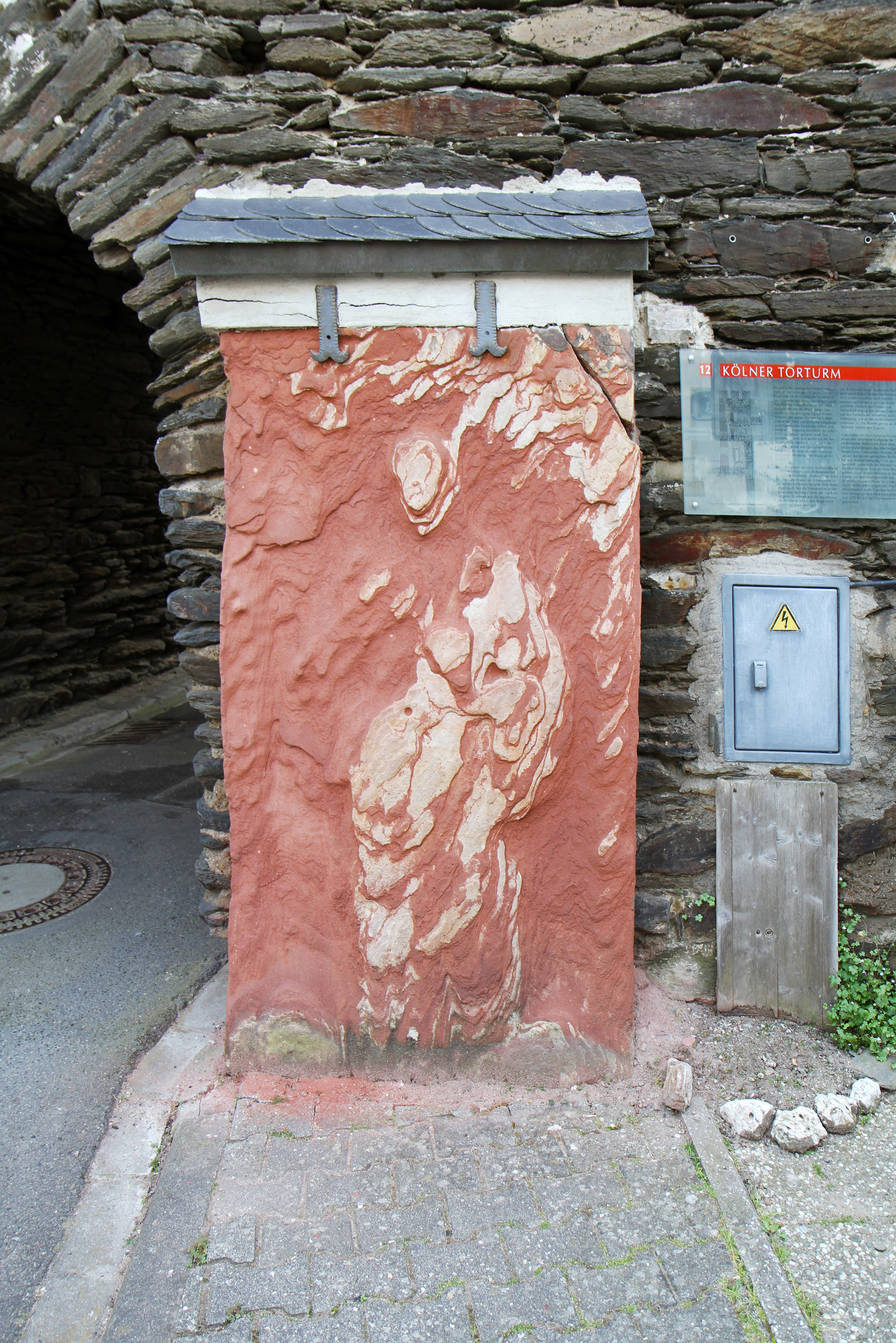
Grabplatte der Elisabeth Vogt (1637). Äbtissin des Allerheiligenklosters

Noch im 19. Jahrhundert kursierte eine Legende, der zufolge es bereits im 8. Jahrhundert einen von Frauen gegründeten Konvent in Oberwesel gegeben haben soll. Die dem 1785 in Koblenz geborenen Johann Christian von Stramberg zugeschriebenen Ausführungen vertraten die These, dass schon der im Rheinland missionierende Mönch Willibrord ein Kloster in „Vasavia“ gründete. Nach heutigem Stand der Forschung kann aber von einer solchen Gründung nicht ausgegangen werden.
Ein exaktes Gründungsjahr des ersten Konventes in Oberwesel (um 1227 bis 1236) ist nicht belegt. Dokumente des ehemaligen Mutterklosters der Prämonstratenser im Kloster Arnstein an der Lahn weisen allerdings nach, dass das um 1260 unterhalb des Martinsberges im Niederbachtal (extra muros) verlegte Kloster Allerheiligen vorerst ein von Prämonstratenserinnen geführter Konvent war, dessen Gründung von Arnstein ausging, oder aber, dass sich die Nonnen dem Stift Arnstein angeschlossen hatten. Im Arnsteiner Nekrolog fanden sich Memoiren von drei Oberweseler Konventualinnen, deren Lebensdaten indirekt die Gründungszeit erhärten. Die Verlegung des Klosters an einen stadtfernen Standort im Niederbachtal war möglicherweise Konsequenz des Übertritts in den Orden der Zisterzienserinnen und entsprach damit den Anforderungen der Regeln von Cîteaux.

#### Minoritenkloster

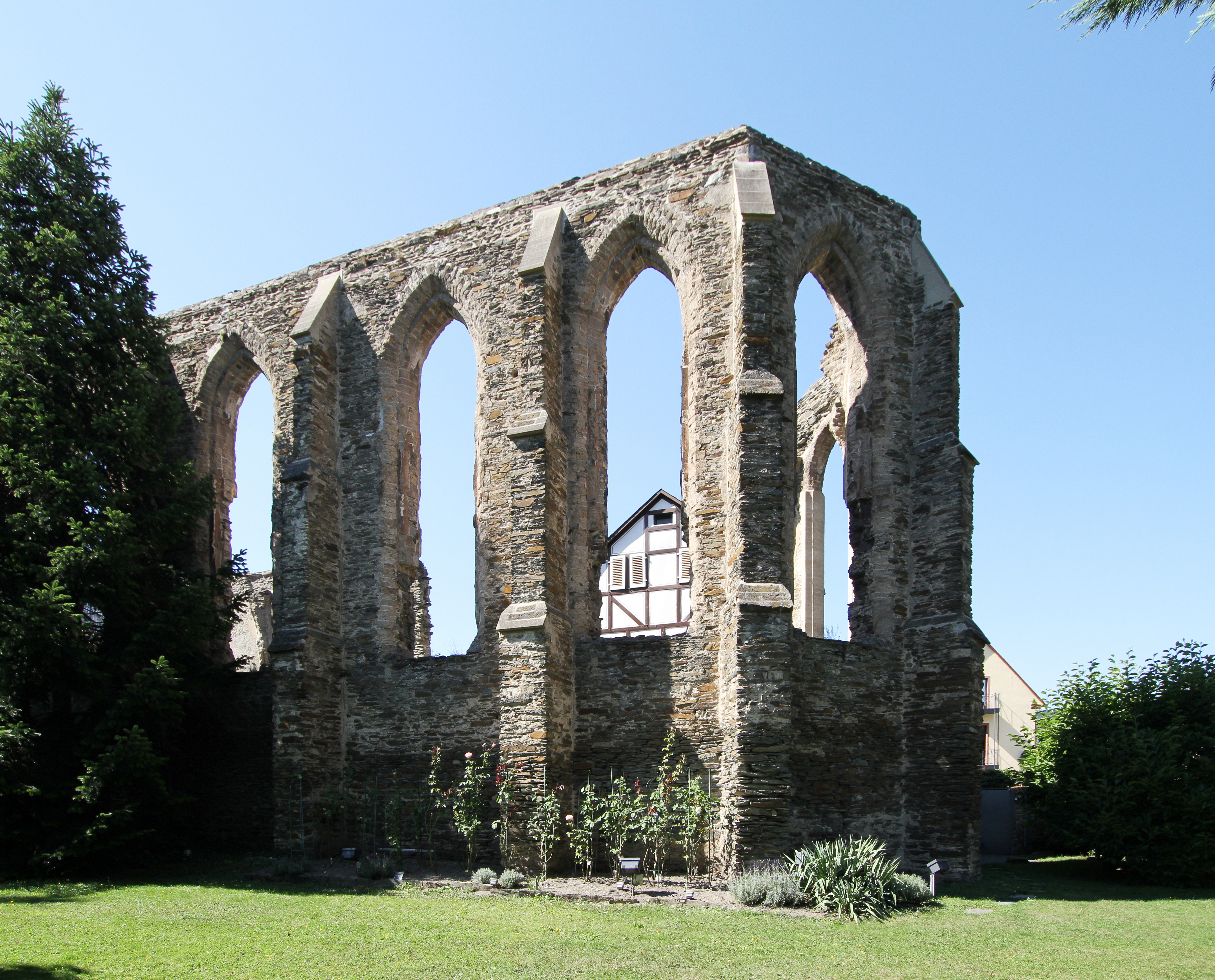
Die Kirchenruine des ehemaligen Minoritenklosters ist heute der älteste Sakralbau der Stadt. Er befindet sich in der Straße „Im Kloster“.

Eine weitere Ordensniederlassung initiierten wahrscheinlich Ministeriale derer von Schönburg. Wohl auf deren Wunsch kamen sogenannte Minderbrüder nach Oberwesel. Es waren abgesandte Brüder der schon 1233 in Trier gegründeten Niederlassung der Franziskaner-Konventualen, die 1246 in Oberwesel einen neuen Konvent ihres Ordens aufbauten. In der späteren, sehr weitläufigen Klosteranlage begannen die Brüder 1280 mit dem Bau einer kleinen, in gotischem Stil errichteten Kirche. In ihr besaßen die Herren von Schönburg als Mitbegründer, wie auch in der Stiftskirche „Liebfrauen“, eine Gruft zur Beisetzung. 1262 bestand der Konvent bereits aus sechs Mitgliedern, an deren Spitze ein Guardian stand. Wegen der Zuständigkeiten in der Seelsorge kam es in den ersten Jahren zu Reibereien zwischen den Minoriten und den beiden Stiftskirchen, die letztlich durch die Schönburger – sie waren die Patronatsherren aller drei Einrichtungen – beigelegt werden konnten. Beim Volk waren die Mönche beliebt, wohl auch wegen ihrer Bescheidenheit und der Hilfsbereitschaft für Arme und Kranke. Um 1270 gründeten die Minoriten eine Heilig-Geist-Bruderschaft, wie sie als soziale Einrichtung in vielen Städten des Reichs entstand. Den Namen der Bruderschaft erhielt später auch ein erstes Oberweseler Hospital, von dessen Kapelle später die Rede sein wird.

#### Weitere geistliche Niederlassungen
Das Kloster Otterberg war im Ort begütert.

### Befestigung der Kernstadt
In der Zeit zwischen den Jahren 1220 und 1250 wurde parallel zu den Arbeiten an neuen Sakralbauwerken die Befestigung der Kernstadt vorgenommen. Dies geschah durch eine erste Ummauerung der Ansiedlung rechts des Oberbaches (heute kanalisiert unter dem Schaarplatz) und links des Niederbachs (fließt in großen Teilen noch offen), wobei die Martinskirche im Nordwesten der Stadt einbezogen wurde. Den Bau dieser noch nicht sehr hohen Schutzmauer – später wurde auch die Siedlung im Niederbachtal sowie Kirchhausen mit der Liebfrauenkirche ummauert – sieht man im Zusammenhang mit dem Ende der Magdeburger Herrschaft (um 1220) und dem Befreiungsprozess der Stadt, die bis dahin unter dem Vogteirecht der Herren von Schönburg gestanden hatte und den Status der Reichsunmittelbarkeit anstrebte. Mit dem Mauerbau einher gingen der Ausbau von Straßen und die Anlage eines zentralen Marktplatzes.

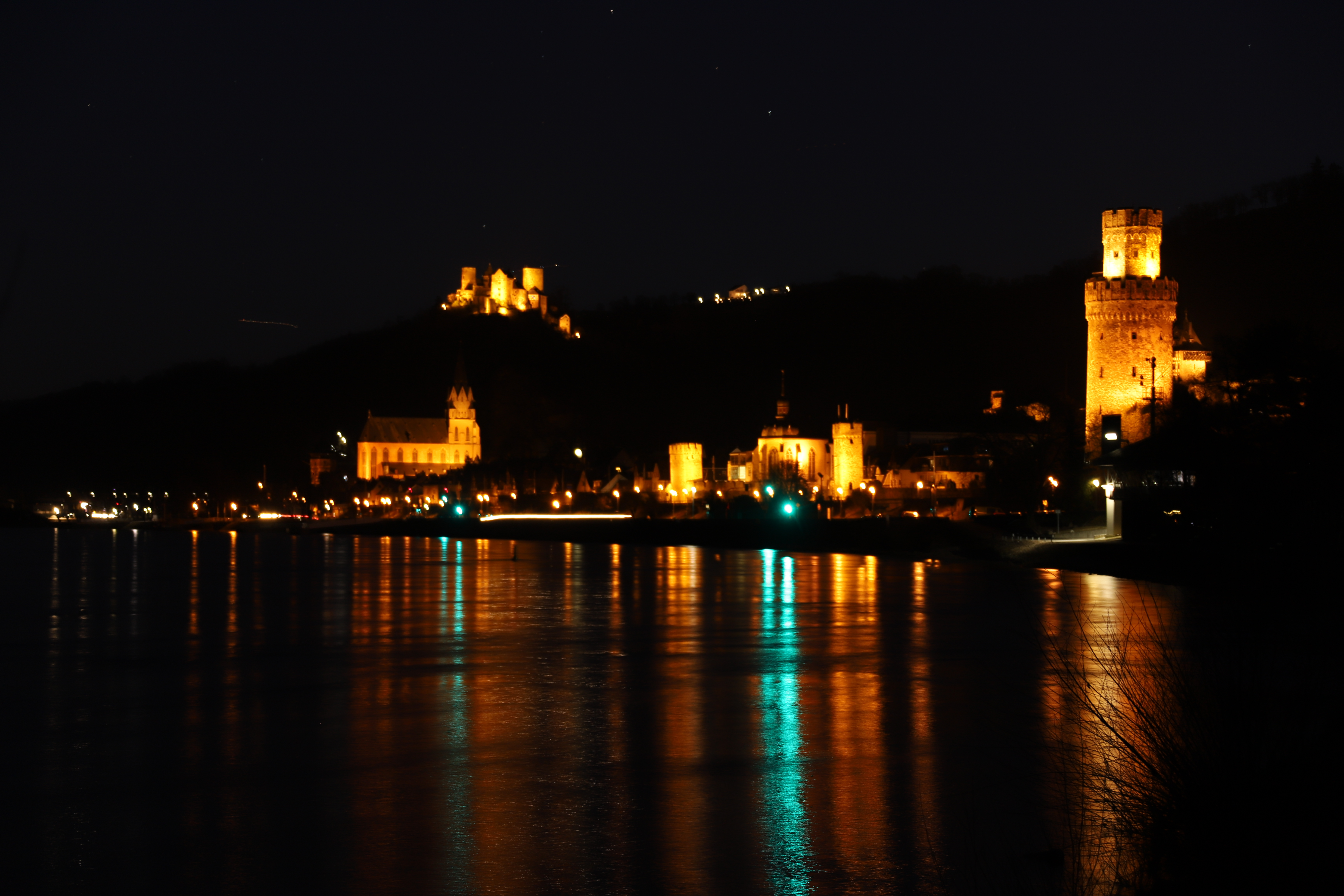
Oberwesel bei Nacht mit der Schönburg, der Liebfrauenkirche, der Mutter-Rosa-Kapelle und dem Ochsenturm.

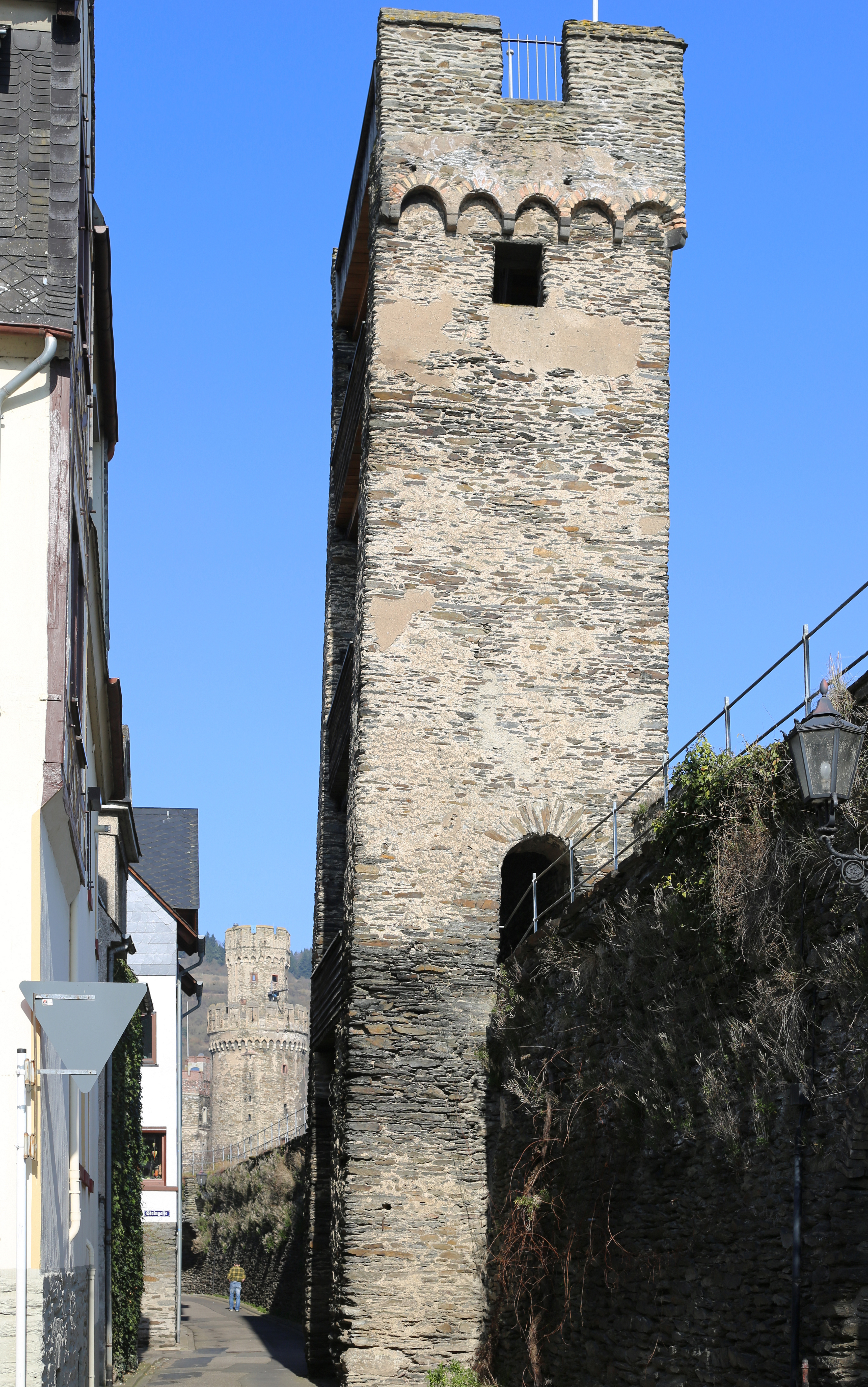
Steingassenturm, stadtseitiger Schalenturm um 1243
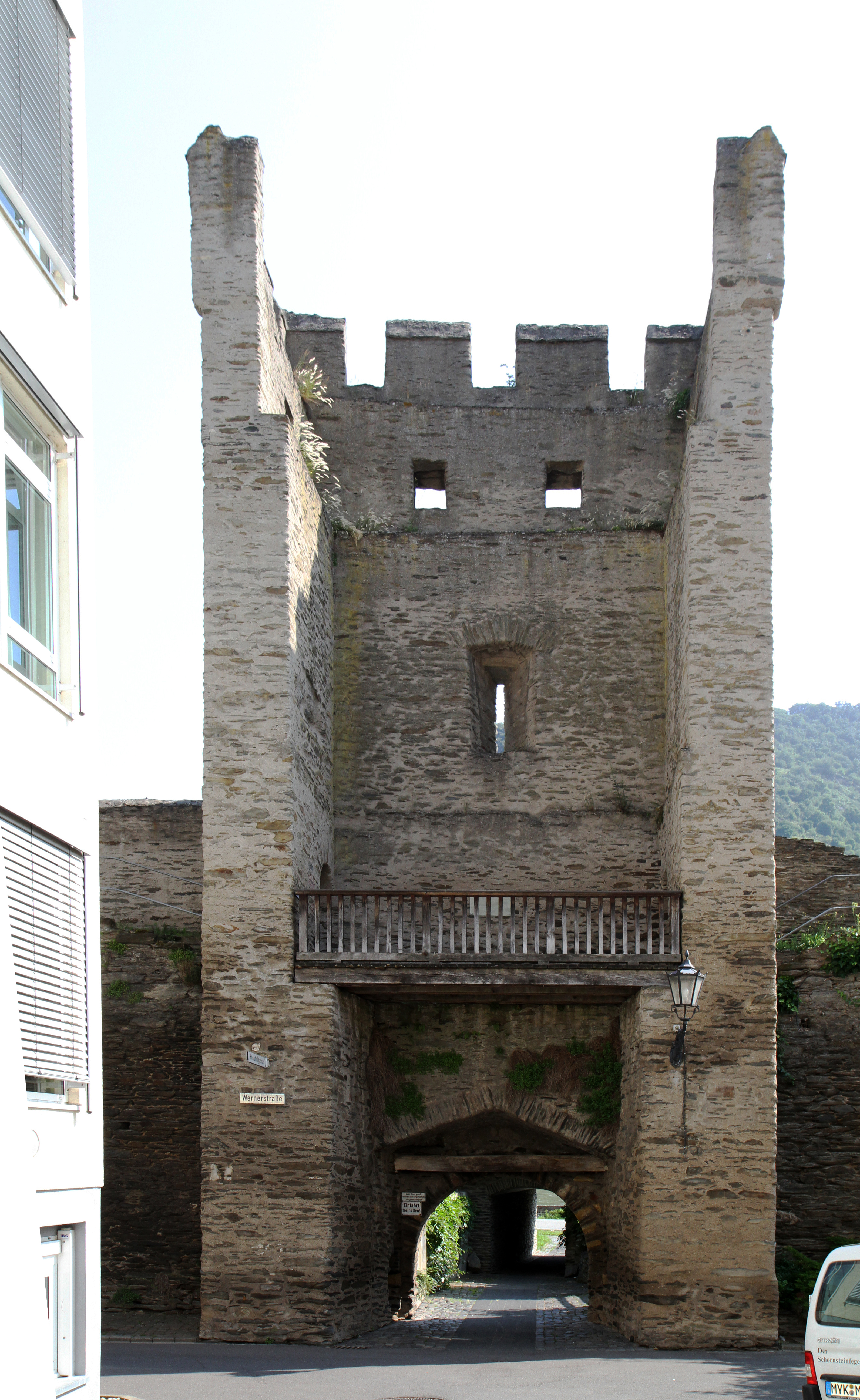
Hospitalturm, stadtseitiger Schalenturm
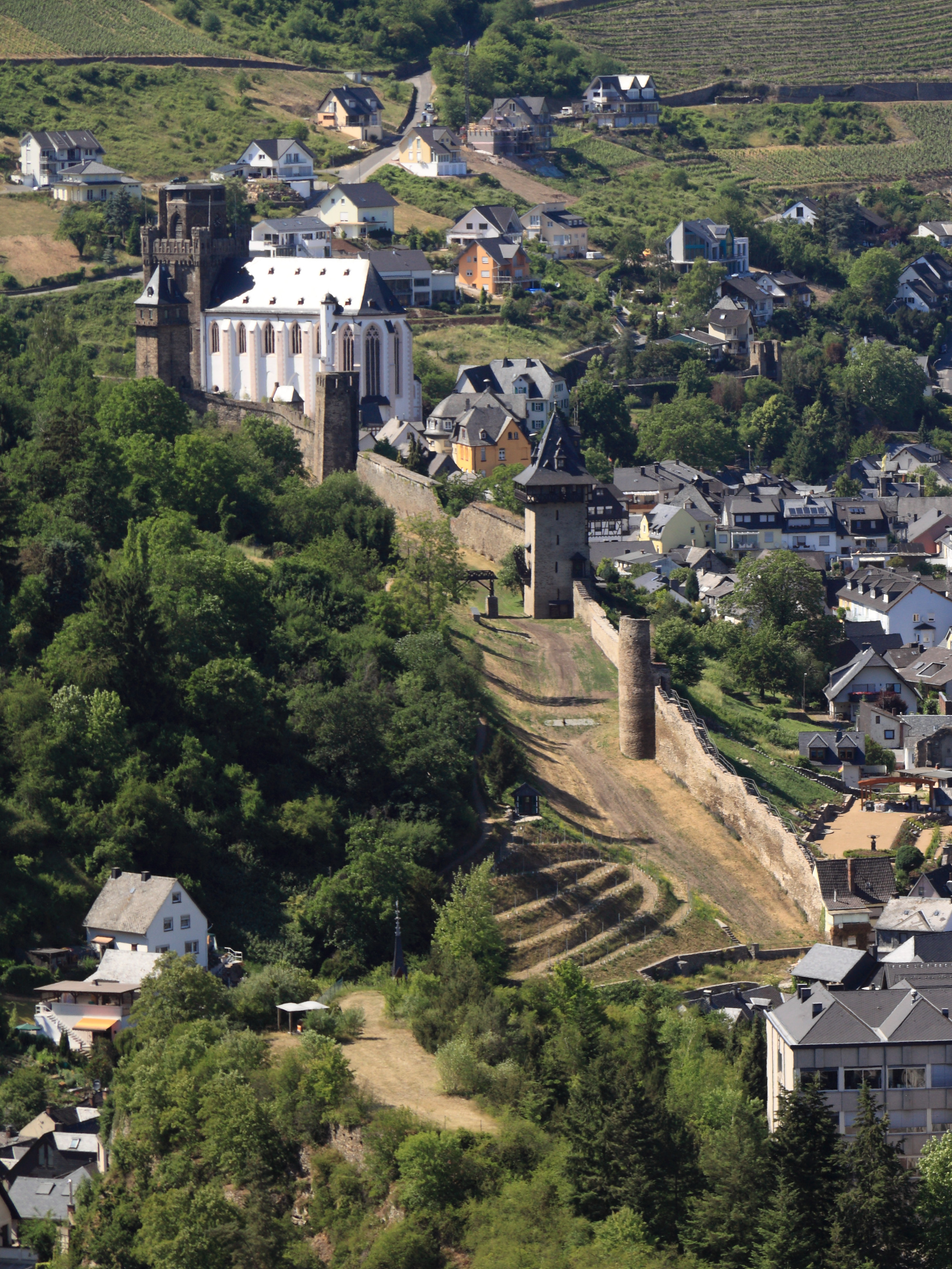
Westliche Stadtmauer und Graben
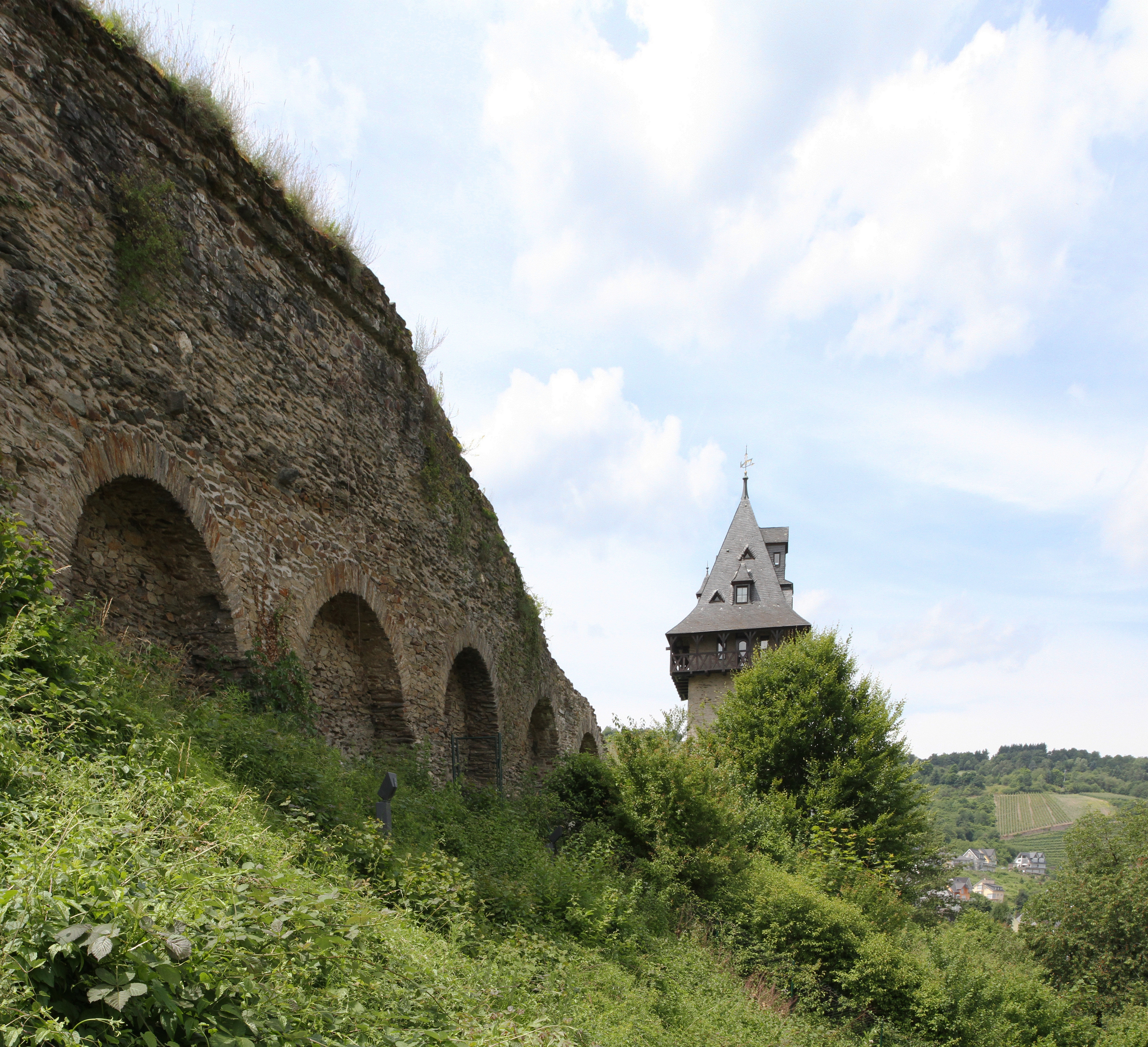
Stadtmauer und Kuhhirtenturm auf dem Michelfeld
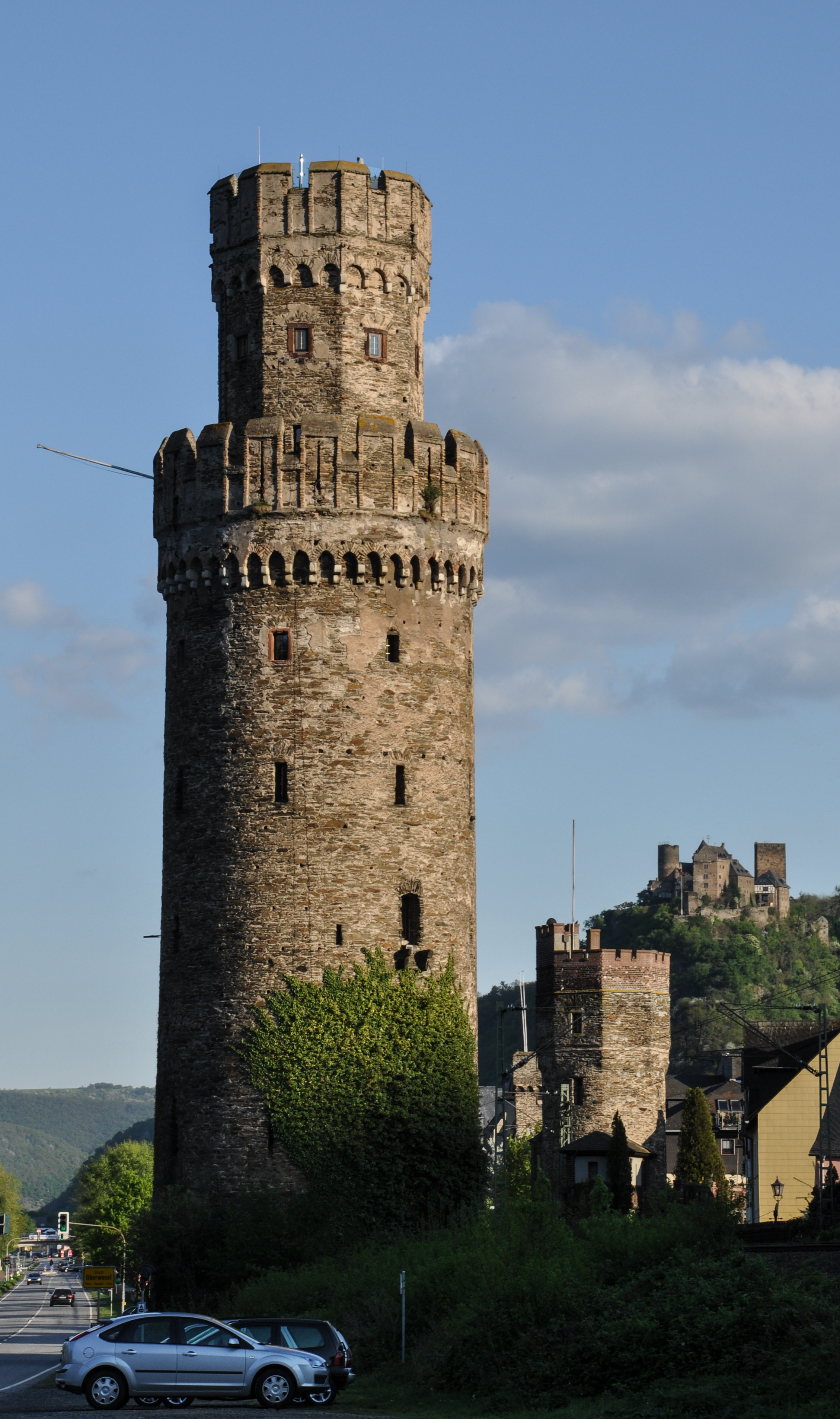
Ochsenturm

Wahrscheinlich begannen die Befestigungsarbeiten an der Rheinseite, da man beidseitig der Kernstadt natürliche Wassergräben hatte und im Westen den Schutz des Berghangs über dem Michelfeld als vorerst ausreichend angesehen hatte. Nach einem rundum ablaufenden Fertigungsprozess der aus heimischem Schiefergestein entstehenden Umwallung, begann man mit dem nächsten Bauabschnitt, der die Erhöhung der Stadtmauer vorsah und den Bau der ersten, für diese Zeit charakteristischen, Schalentürme brachte. Neben einigen ersten Wehrerkern entstanden vorerst vier Wehrtürme, davon die ersten zwei (später vier) an der Rheinseite und ebenfalls in zeitlich gestreckten Abstufungen sechs Türme auf dem Michelfeld. An der Rheinseite waren es der südliche, später nach dem Bau eines Bürgerhospizes als Hospitalturm bezeichnete Wehrturm, der wie der sich nördlich anschließende Steingassenturm an einer Querstraße der Wallgasse lagen, die von den Türmen als direkte Verbindung zur westlichen Befestigung der Stadt führten. Diese beiden der Stadtmauer vorgesetzten Schalentürme, waren – wohl aufgrund fehlender Praxis der Baumeister – mit mangelhaften Fundamenten ausgestattet worden und gerieten schon bald in eine Schieflage, die man später teilweise behob. Der Steingassenturm lieferte der Forschung in jüngster Zeit neue Erkenntnisse zur Datierung der Befestigungsanlagen, nach denen bisherige Annahmen teilweise zu korrigieren waren. Ein in ihm geborgener hölzerner Maueranker (ein Balken von 2,75 m), der sich noch an ursprünglicher Stelle befand, konnte ausweislich einer dendrochronologischen Untersuchung in das Jahr 1243 datiert werden.

### Reichsstadt unter den Staufern

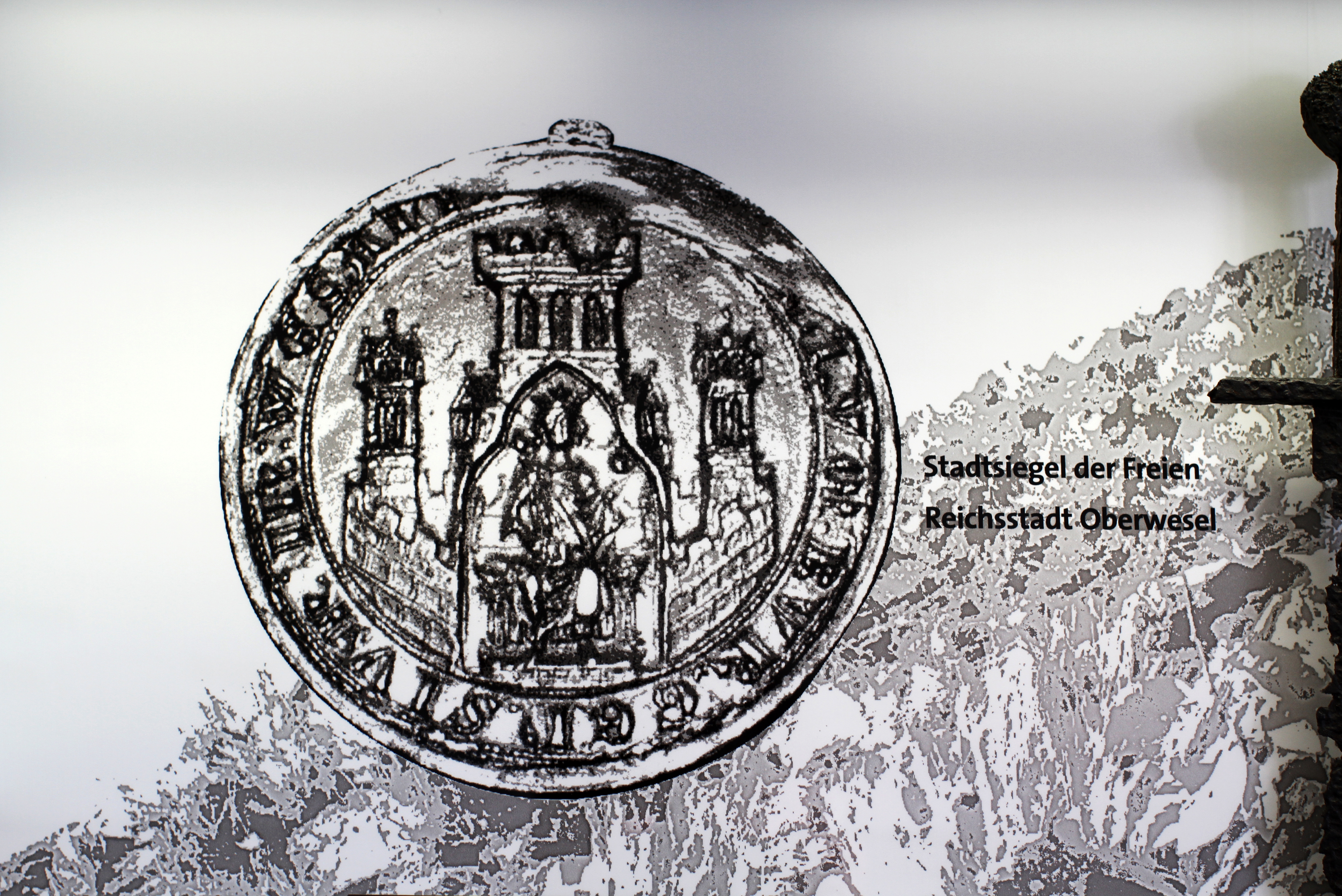
Siegel der Freien Reichsstadt »Wesel« (später Oberwesel) von 1285

Nach einer erneuten kurzfristigen Verpfändung Oberwesels an die Marburger löste Kaiser Friedrich II. die Verpfändung endgültig. Das noch aus dieser Zeit den Schönburgern verbliebene Vogteirecht über den Ort kaufte die sich emanzipierende Bürgerschaft 1237 dem Vogt ab und zahlte dafür 300 Mark Silber. Damit erreichte die Bürgerschaft einen Entwicklungsstand, der nun die Erhebung zur freien Reichsstadt durch König Konrad IV. brachte, die durch König Richard von Cornwall, Schwager des Staufers Friedrich II. und späterer römisch-deutscher König, 1253 noch einmal bestätigt wurde. Die erlangte Reichsunmittelbarkeit ging einher mit einer positiven politischen und wirtschaftlichen Entwicklung und brachte der Stadt eine Reihe von Zuständigkeiten, die nach und nach vom Reich auf die Stadtherren übergingen. Dazu gehörten die Gerichtsbarkeit, das Münzrecht, das Zollrecht sowie das Berg- und Marktrecht. Wesentlich, auch für die spätere Zeit, war das noch 1236 von Friedrich II. erlassene Judenregal, ursprünglich gedacht als eine Schutzsteuer, die er aufgrund von Übergriffen der Kreuzzügler gegen die Juden eingeführt hatte.

### Judengemeinde
Die Ansässigkeit von Juden in einer jüdischen Gemeinde des frühen Wesel ist durch eine Steuerliste des Jahres 1241 belegt. 1287/88 führte der ungeklärte Tod eines Jugendlichen zu einer zwei Jahre andauernden Pogromwelle. Diese erfasste nicht nur den Tatort Oberwesel und den Fund- und Nachbarort Bacharach, in dessen Gemarkung die in einem Gehölz versteckte Leiche gefunden worden war, sondern der Hass der Christen wurde für die Juden auch überregional zur Katastrophe. Auslöser dieser Pogrome sollen franziskanische Ordensmänner gewesen sein, die in ihrer 1280 erbauten Klosterkirche am Martinsberg Predigten hielten, deren Inhalte sehr aggressiv gegen die Juden gerichtet waren und so den Judenhass der Gläubigen schürten. Nach dem ungeklärten Tod des 16-jährigen Tagelöhners Werner von Oberwesel aus Womrath, der bei einer jüdischen Familie in Oberwesel beschäftigt war, verbreiteten sich Ritualmordgerüchte, worauf christliche Bewohner in Oberwesel gegen die dortigen Juden vorgingen und viele der ihnen verhassten Nachbarn erschlugen.

### Heilig-Geist-Hospital, spätere Wernerkapelle

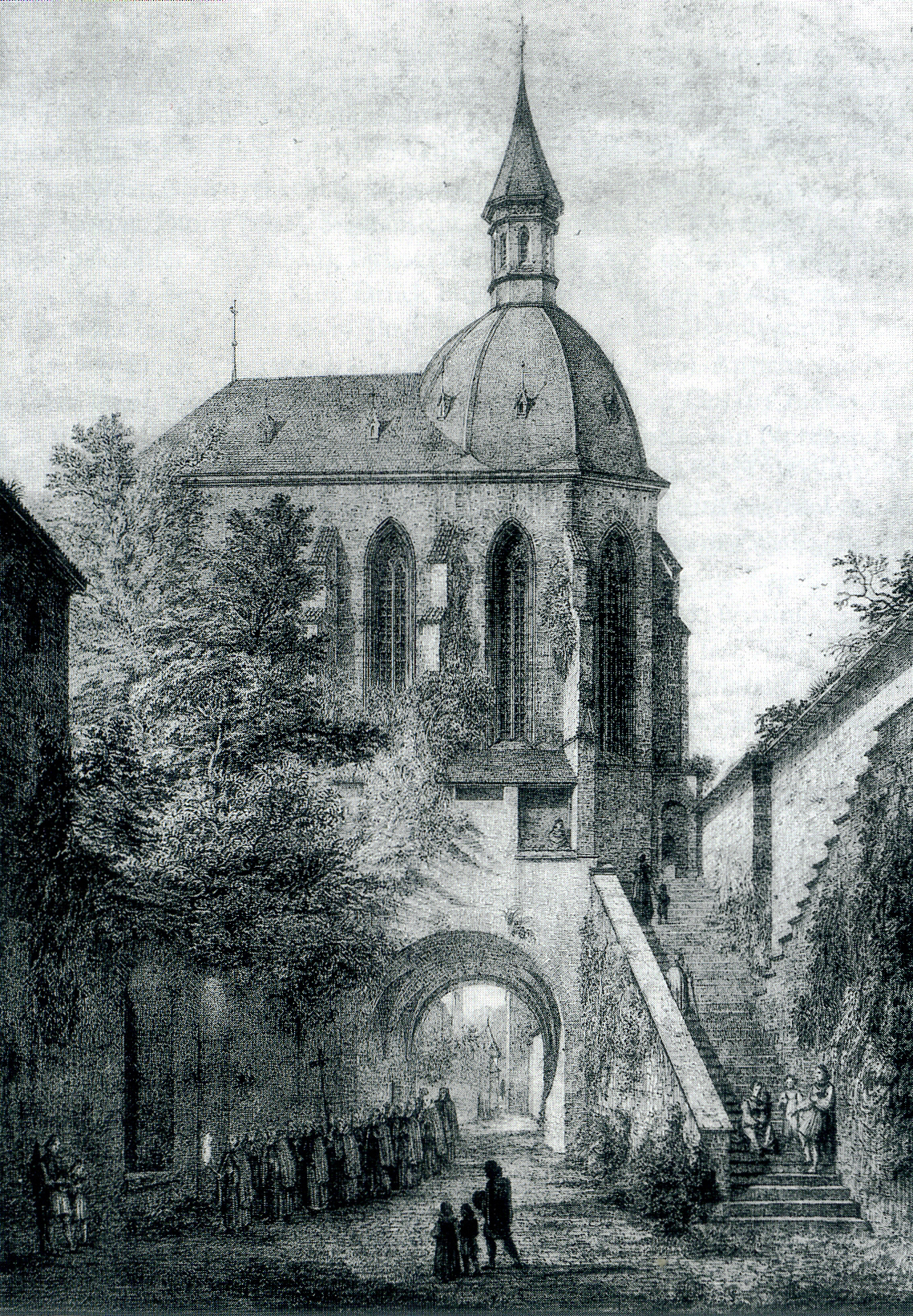
Wernerkapelle 1819, Ansicht von Süden

Die nach diesen Vorgängen (wahrscheinlich um 1305) begonnenen Arbeiten an der Einrichtung eines Hospitals mit einer zugehörigen Kapelle erstreckten sich über mehrere Jahrzehnte und sollen erst zwischen 1340 und 1350 abgeschlossen worden sein. Von der Kapelle hieß es lange Zeit, sie sei dem ermordeten Werner zu Ehren erbaut worden, entstand jedoch durch eine Stiftung der Bürgerschaft und erhielt das Patrozinium des Heiligen Geistes, so wie es zu dieser Zeit in vielen Städten üblich war. Diese erste Sozialeinrichtung blieb seitdem eng mit der Geschichte der Stadt verbunden, wozu einerseits die seit dem Beginn des 14. Jahrhunderts kontinuierlich geleistete Krankenpflege vor Ort, andererseits die Legende beitrug, dass der Ursprung des Kapellenbaus der Verehrung des (vermeintlich 1287 von Mitbürgern der örtlichen jüdischen Gemeinde ermordeten) Tagelöhners Werner aus Womrath geschuldet gewesen sei. Die Hospitalkapelle erhielt jedoch zu wesentlich späterer Zeit das zusätzliche Wernerpatrozinium und wurde erstmals in einer Urkunde von 1656/57 Wernerkapelle genannt. Nicht der Fürst betrieb die Einführung eines Wernertages, sondern Kurfürst Franz Ludwig. Er entsprach einem Antrag des Oberweseler Magistrates und verordnete zukünftig am 19. April jeden Jahres die feierliche Begehung eines Wernertages.

### Weiterentwicklung
Das prosperierende Oberwesel – Bevölkerungszahlen dieser Zeit sind nicht bekannt – wurde wohl auf Antrag im Jahr 1255 als weiteres Mitglied in den Rheinischen Städtebund aufgenommen. Der zuvor hauptsächlich agrarisch strukturierte Ort nutzte die neuen Freiheiten und wandelte sich in der Folgezeit von einem ärmlichen zu einem wohlhabenden Gemeinwesen. Hierzu trug auch eine geschickte Bündnispolitik der Stadtoberen bei. So schloss die Reichsstadt Wesel 1257 einen Beistandspakt mit der Stadt Boppard, ein Bündnis, dem sich später die Stadt Koblenz anschloss. Der Vertrag von Boppard ist für die Geschichte der Stadt insofern von Bedeutung, weil in ihm erstmals Stadträte als sogenannte „Consules“ auftraten. Eine weitere geschickte Bündnispolitik war die Vergabe der Bürgerrechte an die Grafen von Katzenelnbogen. An die Lage ihres Oberweseler Hofguts erinnert noch heute der neben der ehemaligen Borngässer Pforte nachträglich der Wehrmauer aufgesetzte Katzenturm im Norden der Stadt.

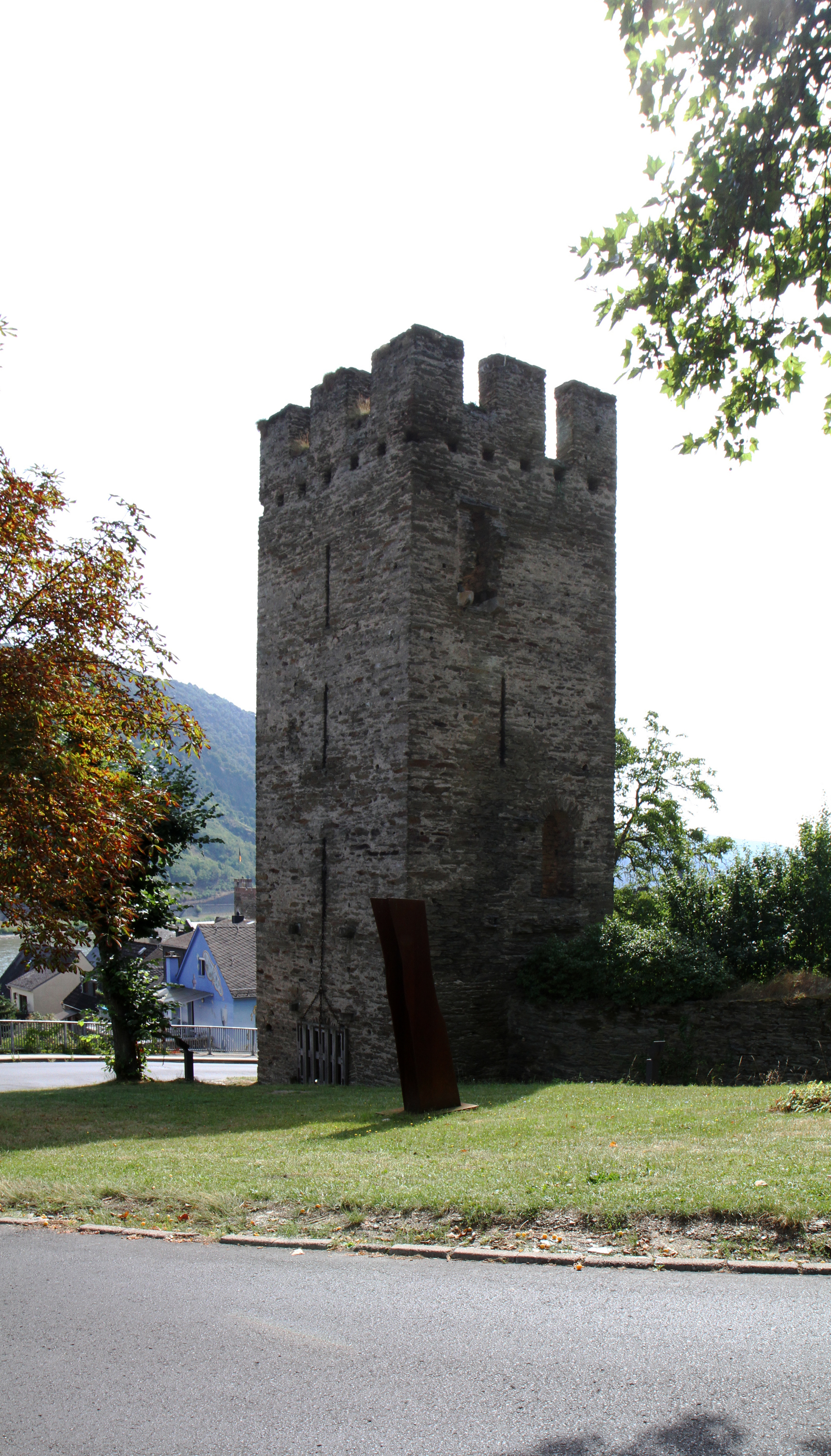
Koblenzer Torturm (1246 bis 1459)

### Bauabschnitte der Stadtbefestigung
In einer Urkunde des Jahres 1257 befreite König Richard von Cornwall die Stadt Oberwesel auf ewig von aller fremden Dienstbarkeit. Aus dieser Urkunde ist zudem zu lesen, dass bereits Formen einer bestehenden Stadtbefestigung in „Wesel“ vorhanden gewesen sind. Der diesbezügliche Text lautet: „Nec aliquam uolumus edificari munitionem in ciuitate predicta magis sed suo muro circumdati Romano tantum imperio se gaudeant merito deseruire.“
Diesen Hinweis auf eine befestigte Stadt erhärtet eine dendrochronologische Untersuchung eines Sturzholzes der Nische in der Westwand des Koblenzer Torturmes, dessen Datierung in die Zeit zwischen 1246 und 1249 eingeordnet werden konnte. Die Holzgasse südlich des Schaarplatzes wird erstmals 1253 erwähnt, 1263 heißt es, dass sie außerhalb der Mauern gelegen sei.
Nach der Einbeziehung der Vororte und dem Abschluss der Arbeiten umschloss die Umwallung drei ehemals separate Ansiedlungen. Ausgehend von einem ehemaligen Zollturm im Süden, dem späteren Zehnerturm, bis zum Ochsenturm (1356), einem die anfänglich entstandenen Schalentürme der Wehrtechnik ablösenden Rundturm im Norden, verlief die Mauer auf einer Strecke von 1.125 m in etwa gleichbleibendem Abstand zur Uferlinie des Rheinstroms. Sie umzog dann den Hang der Vorstadt Niederberg und fiel dort am Niederburger Torturm (heute Ruine am Weg nach Niederburg) in das Niederbachtal am dortigen Mühlenturm ab. Die Mauer überwand danach den Steilhang (60 %) zur Anhöhe von St. Martin und wurde von dort über das Michelfeld bis hinab zum Taleinschnitt am Ober- oder Engehöller Bach am Pulverturm (1241) geführt. In der Folge ging der Mauerzug in den von der Schönburg herabkommenden Felskamm der Elfenlay über, der als eine natürliche Hanglage wenige Meter oberhalb des Friedhofes der Liebfrauenkirche ausläuft. Der Mauerverlauf wandte sich so im äußersten Süden des Stadtgebiets – Stiftskirche wie Vorstadt Kirchhausen einbeziehend – der Rheinmauer am Zehnerturm (nach 1356) mit seiner namensgebenden Zehntscheune zu.

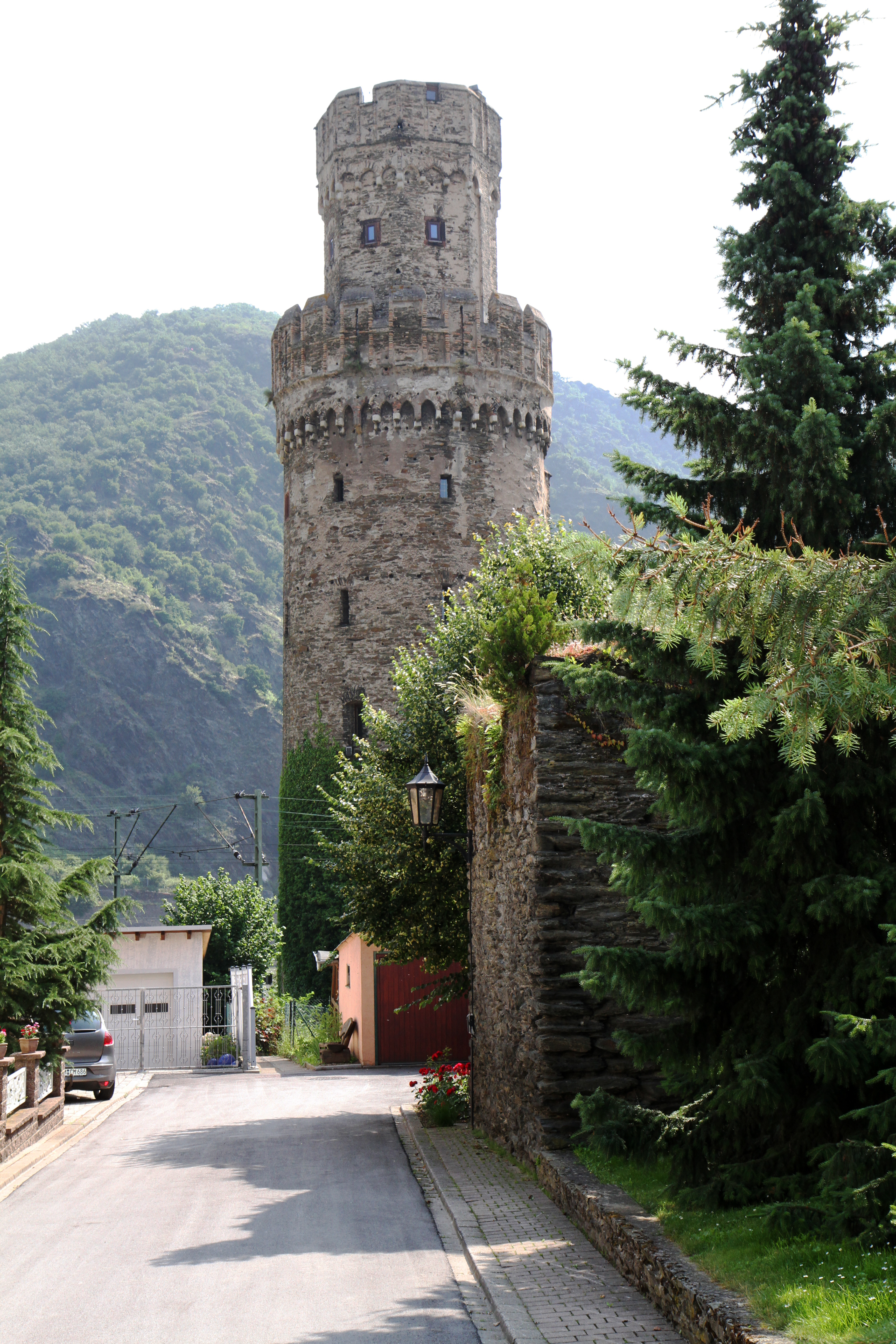
Ochsenturm am Nordende der Mauer
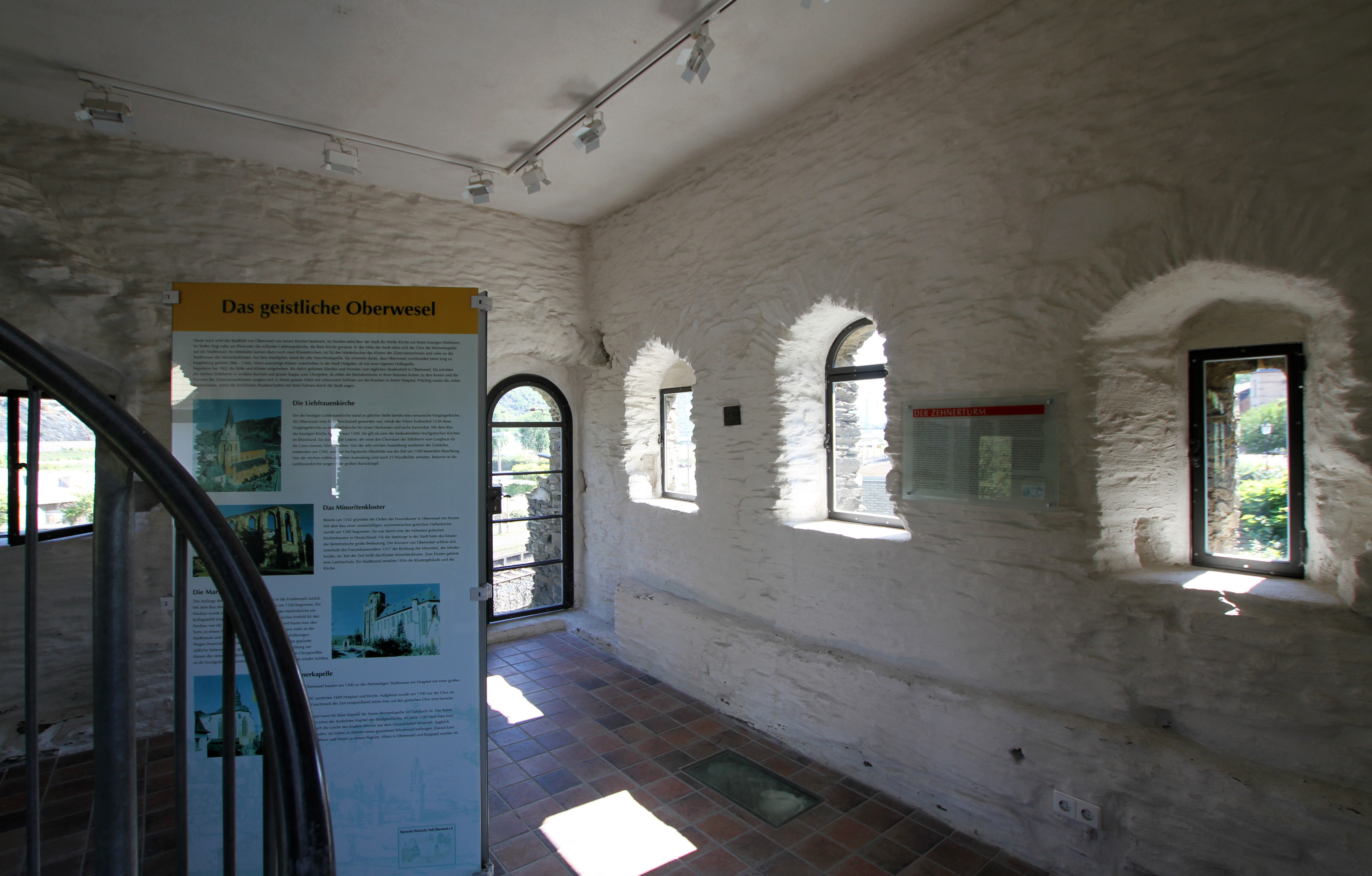
Rekonstruierte Wachstube des Zehnerturms
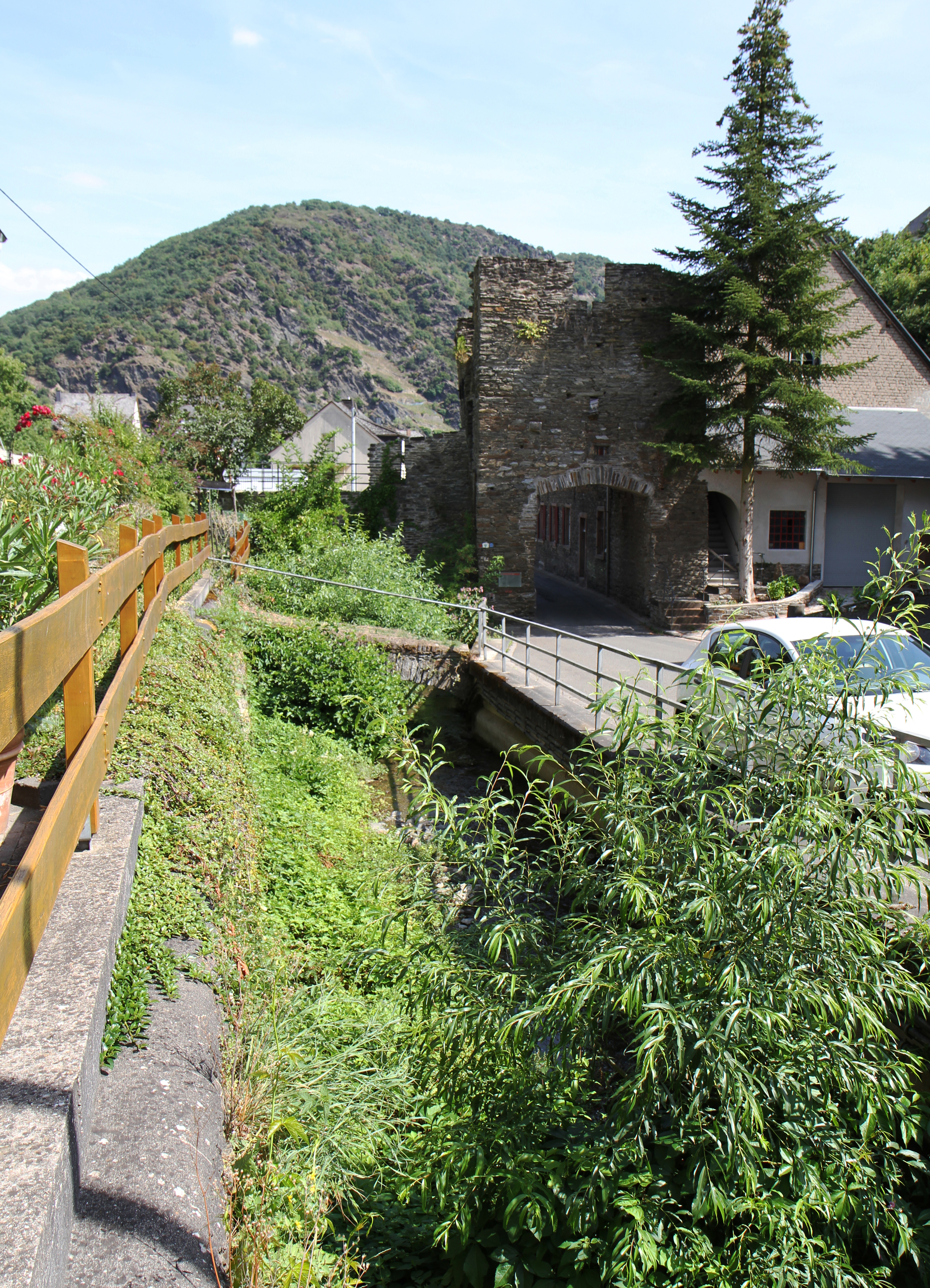
Mühletorturm der Vorstadt Niederberg
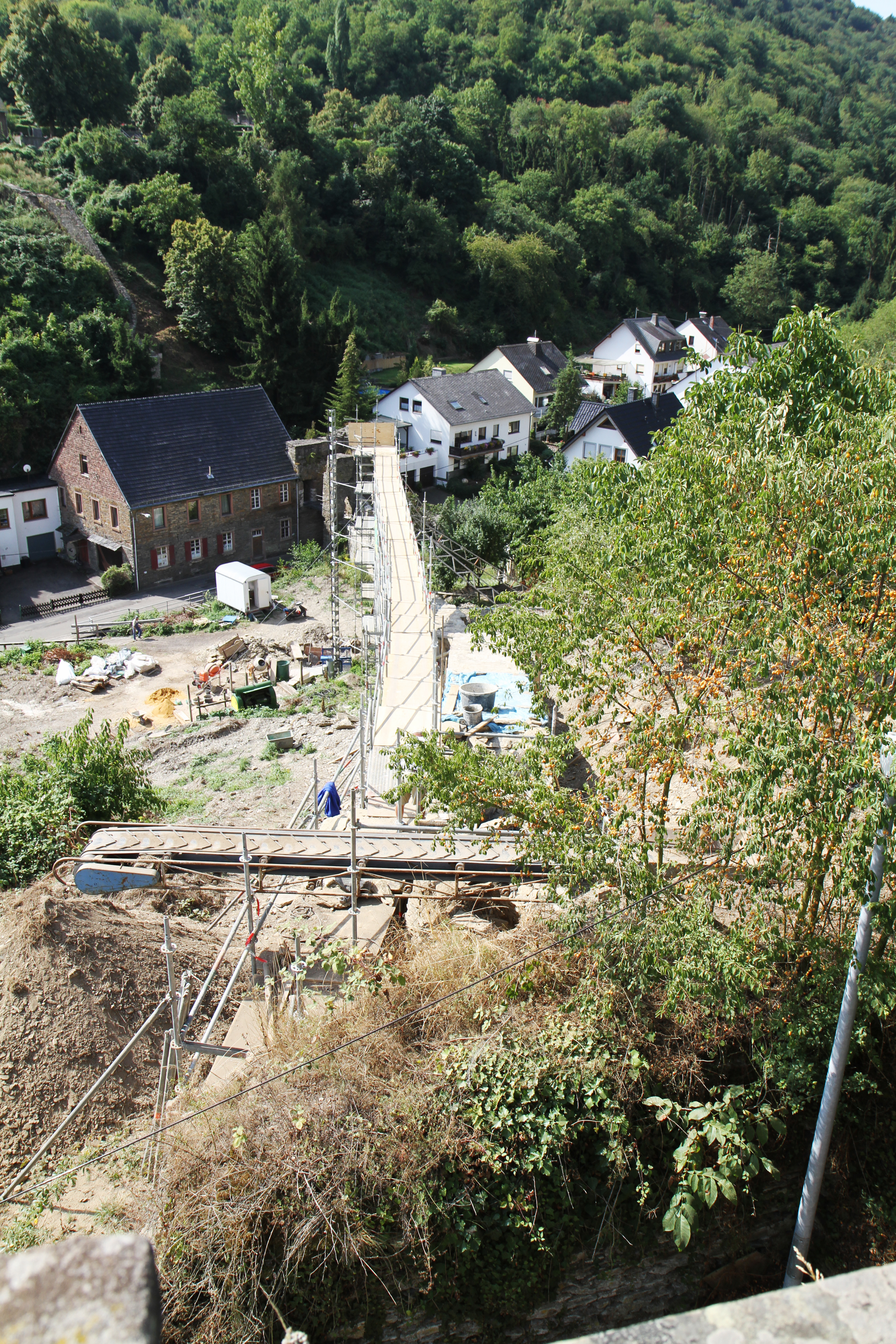
Inzwischen abgeschlossene Rekonstruktion der Stadtmauer am Hang das Niederbachtales

Auf Veranlassung des ehemaligen Provinzialkonservators der Rheinprovinz Edmund Renard wurde eine Bauaufnahme der gesamten Stadtbefestigung durchgeführt, die von dem Architekten Franz Krause und dem Kölner Fotografen Emil Hermann vorgenommen wurde. In der Dokumentation ist die Länge der den Ort umfassenden Stadtmauer mit 2,575 km angegeben, zu denen noch die älteren Querverbindungen der Kernstadt (die ersten Schutzmauern der Altstadt mit dem Weißen und dem Kölner Torturm) kommen und die Gesamtlänge auf 3,3 km addieren.

### Oberwesel als Amtsstadt unter Kurtrier
Weinbau, Fischfang (Salm), Handel und Handwerk verhalfen der Stadt zu ihren Einnahmen, die es ermöglichten, in drei Bauphasen von 1220 bis Mitte des 14. Jahrhunderts die Stadtmauern zu errichten. Die Bedeutung der Stadt im Mittelalter lässt sich auch daran ablesen, dass sie zwei große Stifte (Liebfrauen und St. Martin), zwei Klöster (Zisterzienserinnen und Minoriten) und in der Kirchgasse einen Beginenhof beherbergte. Die Kirchgasse findet ihre Ersterwähnung 1263. Um 1300 werden mehrere Beginen als in der Gasse (heute Kirchstraße) ansässig erwähnt, 1478 sollen diese frommen Frauen über ein eigenes Gotteshaus verfügt haben. Nicht weit entfernt, in der heutigen „Deutsche Hof-Gasse“, die heute Liebfrauen- und Unterstraße verbindet, befand sich (vor dem Roter- oder Haagsturm) der Namensgeber der Straße. Es war der dort 1296 erwähnte Hof des Deutschen Ordens. Insgesamt unterhielten in der Stadt mehrere Klöster große Wirtschaftsgüter. Überdies hielt ein Bauboom an, der sich mit dem Neubau der beiden großen Pfarrkirchen sowie den Ausweitungen der Stadtbefestigung noch verstärkte.
Herrschaftswechsel

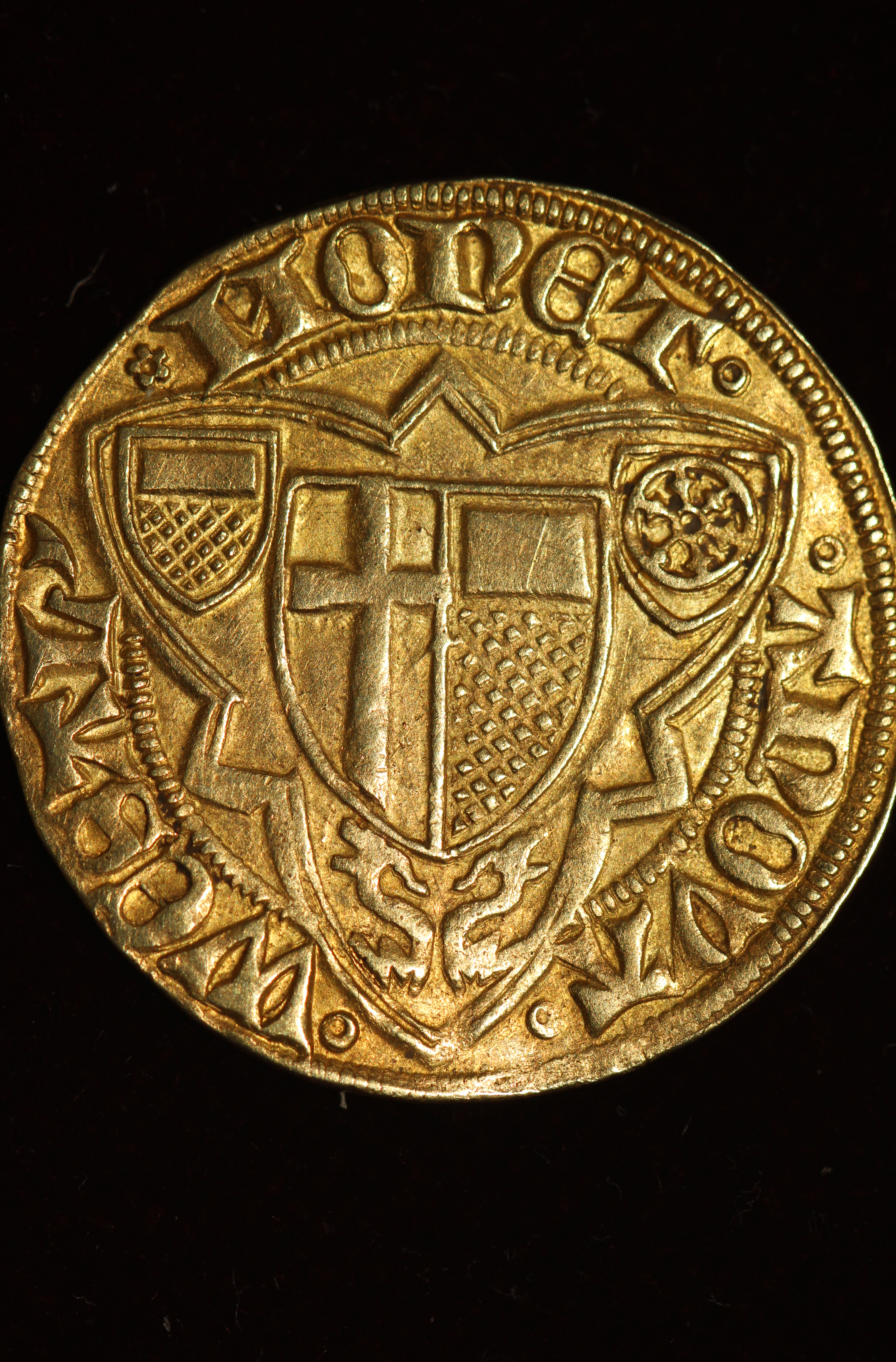
Ab 1369/70 wurde in Wesel das verliehene Münzrecht angewandt

Der Nachfolger König Albrechts, Heinrich VII. aus dem Haus Luxemburg, der sich zur Erlangung der angestrebten Königswürde bei seinem Bruder, dem Trierer Kurfürsten und Erzbischof Balduin von Luxemburg verschuldete, hatte diesem für dessen positive Stimmwahl – damals wählten sieben Kurfürsten des Reichs den König – sowie Finanzierungshilfen zur etwaigen Wahl und Krönungsfeier ein Pfand gegeben. Er gab Balduin als Sicherheit für 394 Mark Silber (Kölnisch) die jährliche Judensteuer der Reichsstadt Boppard, und für den Fall, dass es den dortigen Juden an Finanzkraft fehle, zusätzlich die Judensteuer der Reichsstadt Oberwesel für den Zeitraum, bis die Schuld zurückgezahlt sei.
In einem Vertrag von 1309 übertrug Heinrich, zusammen mit der Verpfändung der Steuer an seinen Bruder, die Aufgaben eines sogenannten Gubernators, der damit die Rechte eines Vogtes über Oberwesel und Boppard erhielt. Diese vertragliche Änderung beendete die Reichsunmittelbarkeit beider Städte und blieb, da die Verpfändung an Kurtrier nie ausgelöst wurde, dauerhaft bis ins Jahr 1794.

### Fehden und Kriege
Im Weseler Krieg 1390/1391, bei dem zum ersten Mal im Rheinland „Feuerwaffen“ eingesetzt wurden, versuchte die Stadt zwar noch einmal das Blatt zu wenden, musste nach erfolgreicher Belagerung durch den Trierer Erzbischof Werner von Falkenstein aber klein beigeben.
Während des Dreißigjährigen Krieges wurde Oberwesel mehrfach von Truppen unterschiedlicher Mächte besetzt. So 1620/21 und erneut 1626 durch kaiserliche und spanische Einheiten. 1632 wurde auch die Schönburg durch spanische Truppen erobert und 1639 waren sie der Willkür der Schweden unter Rheingraf Otto Ludwig ausgesetzt. Bayrische Einheiten unter Matthias Gallas besetzten die Stadt 1644, die dann im Jahr 1646 an die Franzosen unter Turenne fiel.
Pfälzischer Erbfolgekrieg

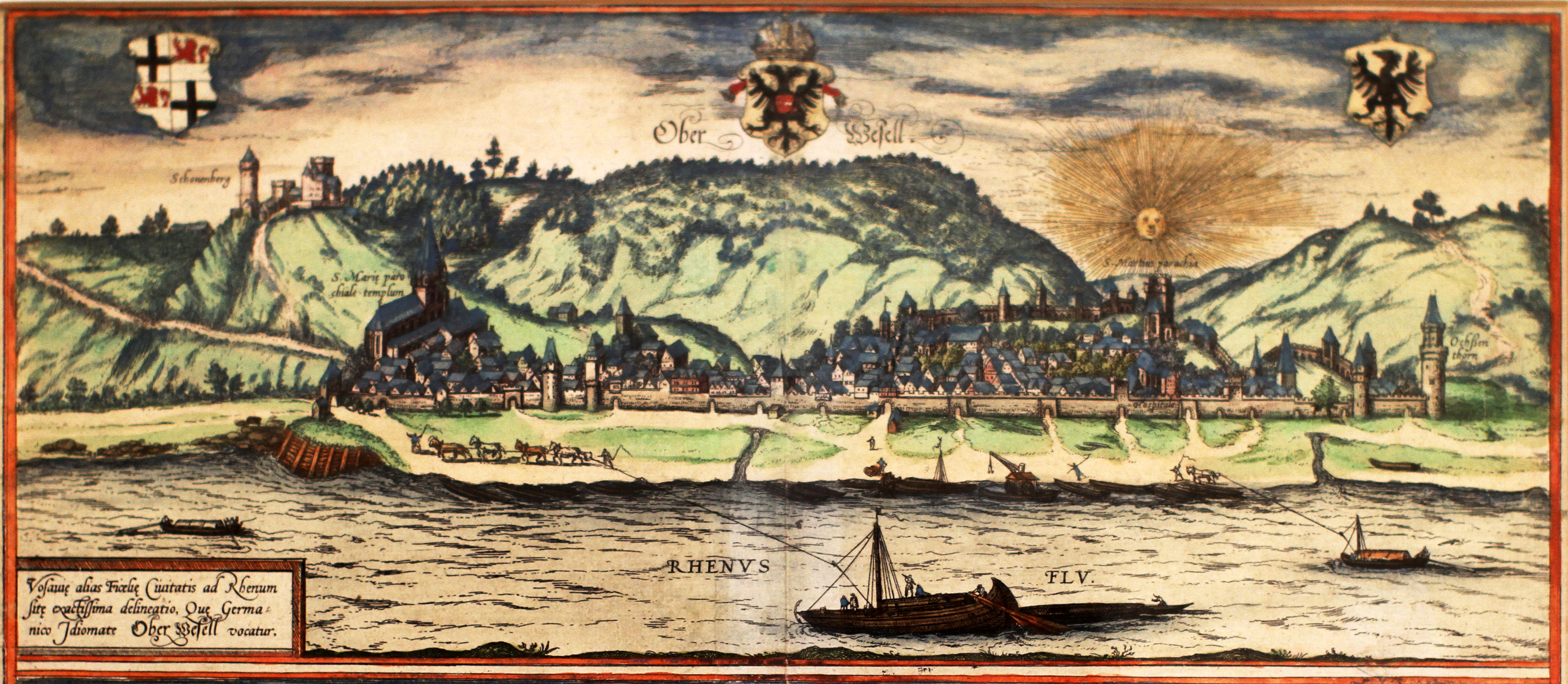
Stadtpanorama Braun & Hogenberg, 16. Jahrhundert

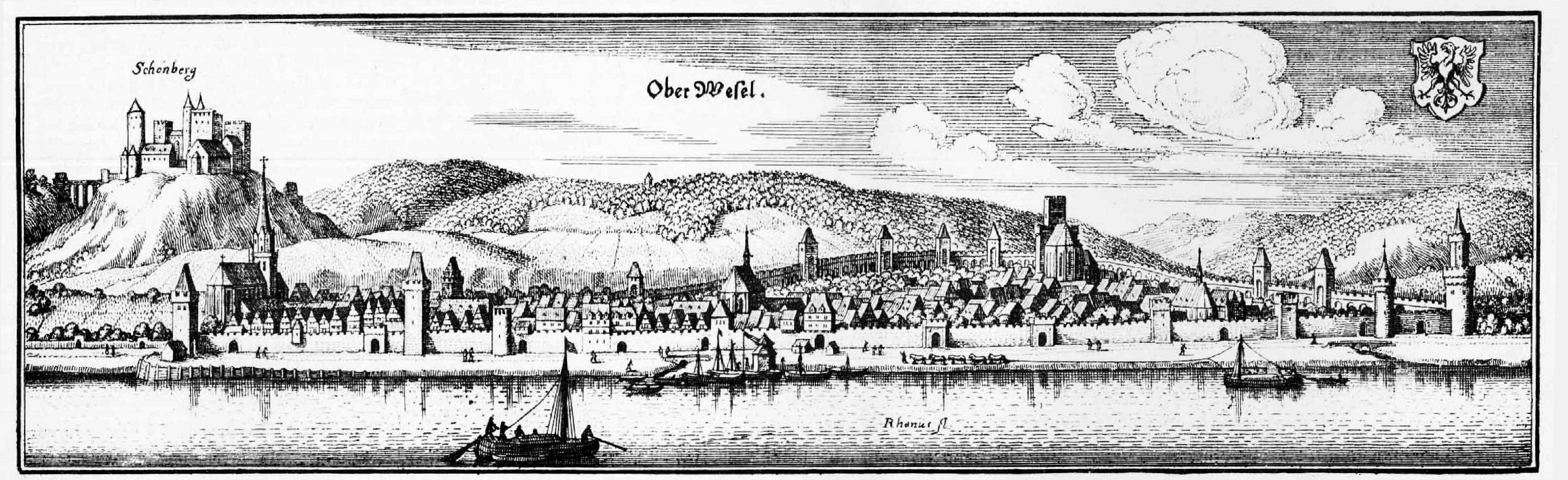
Historische Komplettansicht mit vollständiger Stadtmauer (Kupferstich von Matthäus Merian, 1646)

Der Pfälzische Erbfolgekrieg, der auch Neunjähriger Krieg (1688–1697) genannt wurde, brachte der Stadt die größten Zerstörungen der Frühen Neuzeit. Die französischen Truppen setzten neben den Gebäudetrakten der Schönburg bei ihrem Abzug 1688/89 unzählige Gebäude der Stadt in Brand, wodurch die Bebauung ganzer Straßenzüge vernichtet wurde. Eine der betroffenen Straßen war die parallel zum Rheinufer verlaufende, vom Roten Turm bis zum Scharplatz reichende „Unterstraße“. Sie verbindet die Kirchhausener Straße mit der Kernstadt und wurde im Urkataster von 1813 und noch vor 1889 „Untere Kirchstraße“ genannt. An und neben dieser Straße – sie war eine der östlichen Hauptverkehrsstraßen des Oberweseler Parallelstraßensystems – gingen viele geschichtsträchtige Höfe und Einrichtungen in Flammen auf, denen nur die Katharinenkapelle des zugehörigen Eberbacher Hofs entging. Zu den zerstörten Gebäuden und Anlagen gehörte ein Stadthof der Schönburger (denen auch ihre Burg zerstört wurde), die Höfe der Niederlassungen des Deutschen Ordens, ebenso Niederlassungen des Klosters Eberbach, des Klosters Schönau und möglicherweise Höfe weiterer geistlicher Niederlassungen. Auch erste Rathäuser der Stadt gingen in Flammen auf. In den Quellen heißt es „Truppen Ludwigs XIV. brennen ein oberes und unteres Rathaus nieder“. Ein Nachfolgebau entstand dann bereits 1700 unmittelbar vor der Stadtmauer in Höhe des Schaartores. Ein wesentlicher Verlust der Stadt war das mitsamt seiner Kapelle abgebrannte, um 1305 entstandene Heilig-Geist-Hospital.

### Französische und preußische Verwaltung

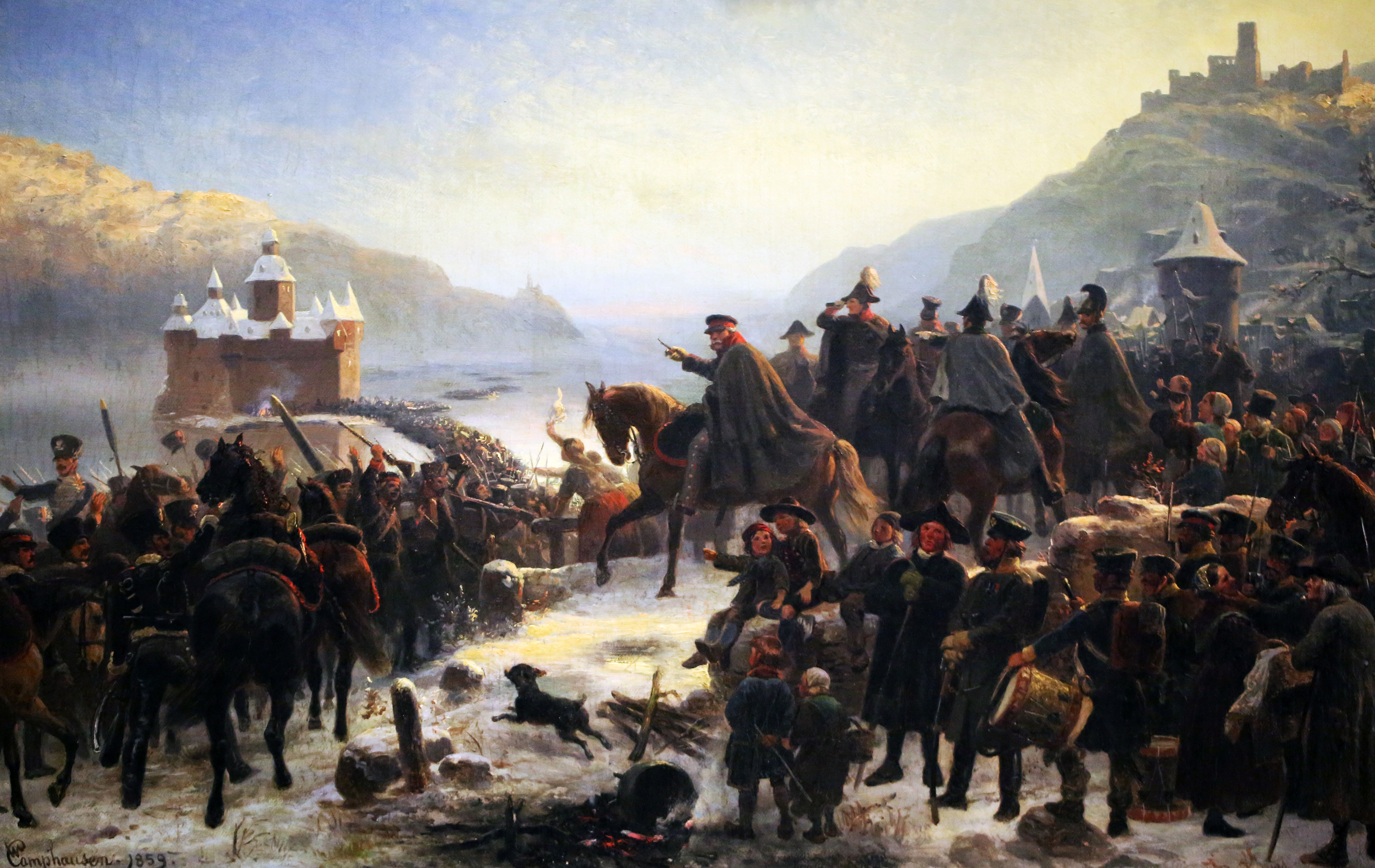
Blüchers Rheinübergang bei Kaub: Auf dieser Historienmalerei von Wilhelm Camphausen weist Blücher mit dem ausgestreckten Arm in Richtung Oberwesel

1794 wurde die Stadt von französischen Revolutionstruppen besetzt, ging 1798 mit dem gesamten Linken Rheinufer an die Französische Republik und 1804 an das Napoleonische Kaiserreich über. In der Folge gehörte Oberwesel bis 1814 zum Kanton Bacharach im Arrondissement Simmern des Rhein-Mosel-Departement.

#### Säkularisation
Bereits 1802 waren für Adel und Kirche umwälzende Veränderungen eingetreten, indem deren Rechte beschnitten und Besitz beschlagnahmt wurde. Nach der Säkularisation ergab sich für Stadt und Kirche, die nun dem Kanton Bacharach angehörten, eine neue Kommunal- und Pfarrorganisation. Entsprechend den im Konkordat von 1801 vereinbarten Regelungen, die von Papst Pius VII. mit Kaiser Napoleon getroffen worden waren, wurden zwischen 1803 und 1807 die bisherigen Pfarrbezirke nach den Grenzen der staatlichen Kantone ausgerichtet. Zum finanziellen Ausgleich für die beschlagnahmten Kirchengüter verpflichtete sich der Staat zur grundsätzlichen Zuständigkeit für die Besoldung der Pfarrer, deren enorme Anzahl in kurtrierer Zeit jedoch stark reduziert wurde. So erhielt, um die Kosten für die Staatskasse zu reduzieren, jeder Kanton nur eine Pfarrei mit einer Haupt- oder Pfarrkirche, der alle anderen Kirchen als Hilfskirchen (églises succursales) unterstanden. Daraus ergab sich, dass Haupt- oder Kantonalpfarrer ein Jahresgehalt von 1000 Franken erhielten und die „desservants“ genannten Sukkursal- oder Hilfspfarrer vorerst überhaupt nicht vom Staat alimentiert wurden. Zur Hauptpfarrei des Kantons Bacharach wurde die Liebfrauenkirche in der Mairie Oberwesel.

#### Übergang zur preußischen Zeit
Nach der Zerschlagung der französischen Truppen durch Marschall Gebhard Leberecht von Blücher teilten die Siegermächte die Verwaltung der Gebiete unter sich auf, sodass Oberwesel vorläufig von der gemeinschaftlichen österreichisch-bayerischen Landesadministrationskommission verwaltet wurde.
Infolge der Einigungen des Wiener Kongresses 1815 wurde auch das Gebiet des linken Rheinufers bis Bingerbrück an der Nahe dem Königreich Preußen zugesprochen. Im Jahre 1816 wurden neue Kreise eingerichtet und Oberwesel dem Kreis Sankt Goar im Regierungsbezirk Koblenz zugeordnet, wobei die im Jahr 1800 errichtete Mairie St. Goar zur preußischen Bürgermeisterei Sankt Goar wurde und de facto unter anderem Namen fortbestand.
Bereits 1804 waren unter französischer Verwaltung Pläne erarbeitet worden, die zur Grundlage eines erstmals seit der Römerzeit neu angelegten Fernstraßennetzes werden sollten. Diese Planungen wurden 1818 von der preußischen Verwaltung aufgegriffen, die die nicht fertiggestellten Abschnitte in Angriff nahm. So wurde die Strecke im Süden der Stadt schon nach kurzer Bauzeit fertig, der wegen der Geländeformationen schwierigere Abschnitt nach St. Goar konnte erst 1829 freigegeben werden.

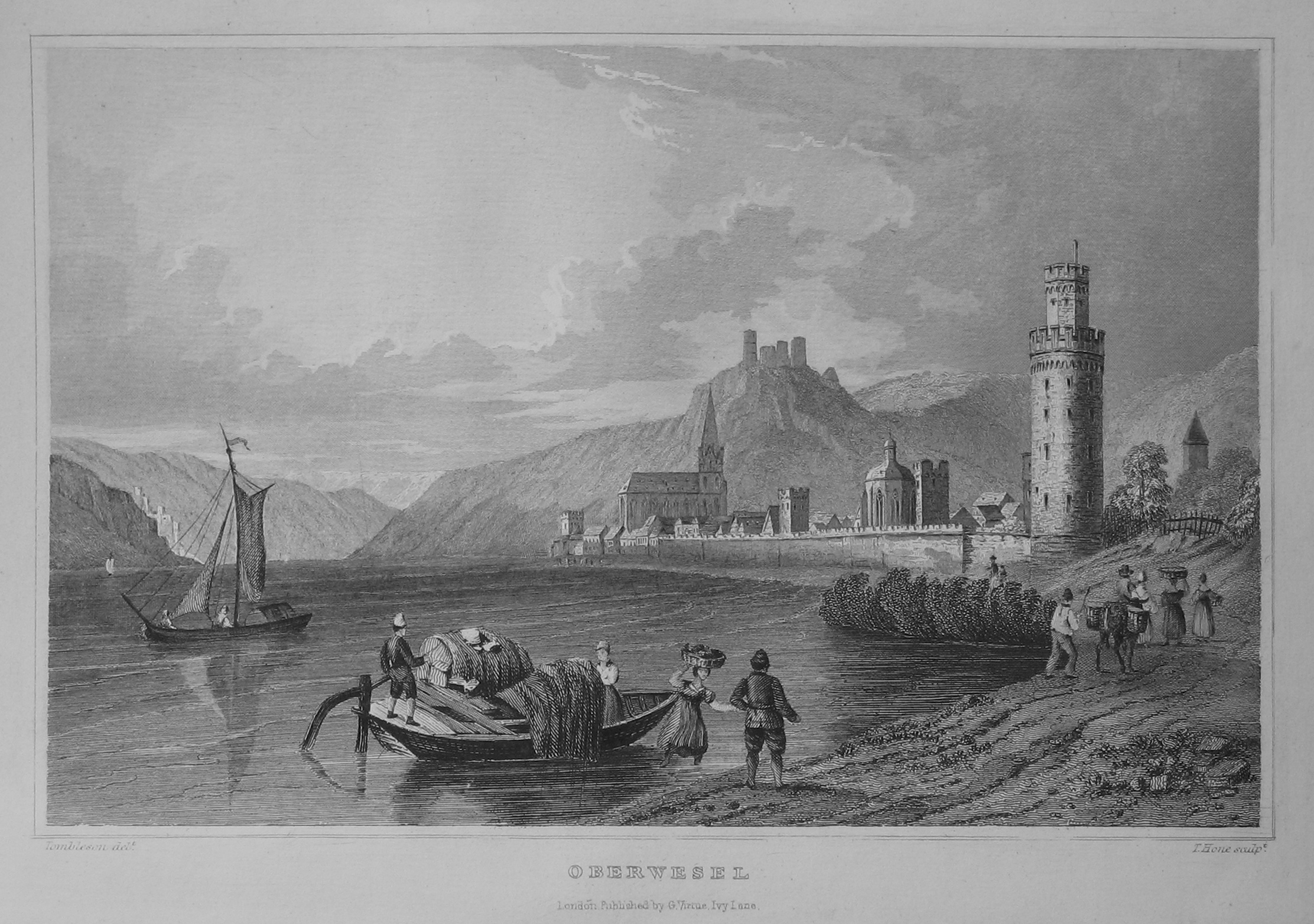
Stadtansicht von 1832, Stahlstich nach Tombleson

### Fortschritt durch Technik
Das im Werk Civitates Orbis Terrarum von Braun & Hogenberg wiedergegebene Stadtpanorama Oberwesels zeigt deutlich den zwischen dem Rhein und der Stadtmauer verlaufenden Treidelpfad, dessen Hauptzweck über Jahrhunderte darin bestanden hatte, auf ihm durch Menschen oder Zugtiere Schiffe stromaufwärts zu (treideln) ziehen. Diese Form des Warentransportes wurde im 19. Jahrhundert auch am Mittelrhein von der aufkommenden Dampfschifffahrt abgelöst, die seit 1853 auf Rhein, Main und Mosel sogar den Linienverkehr für Fahrgastschiffe einführte. Der technischen Neuerung des maschinellen Antriebs durch Dampfmaschinen folgte schon bald der Bau einer linksrheinischen Bahntrasse, auf denen Dampflokomotiven den massenhaften Transport von Gütern und Personen übernehmen sollten. Dazu waren im Abschnitt Koblenz/Bingen aufgrund der besonderen Geländeformation des dort sehr engen Rheintales große Schwierigkeiten zu überwinden. So waren von den Ingenieuren allein auf dem Gebiet der Gemarkung Oberwesel – an der Grenze zu Sankt Goar – zwei Tunnelbauten für die Trassierung erforderlich. Daher entstanden in den Jahren 1857/59 der 289 m lange Kammereck- und der 236 m lange Bettunnel, die sich mit ihrer äußeren Architektur dem Stil der Burgen anpassten, von denen das Mittelrheintal an vielen Stellen gesäumt wird.

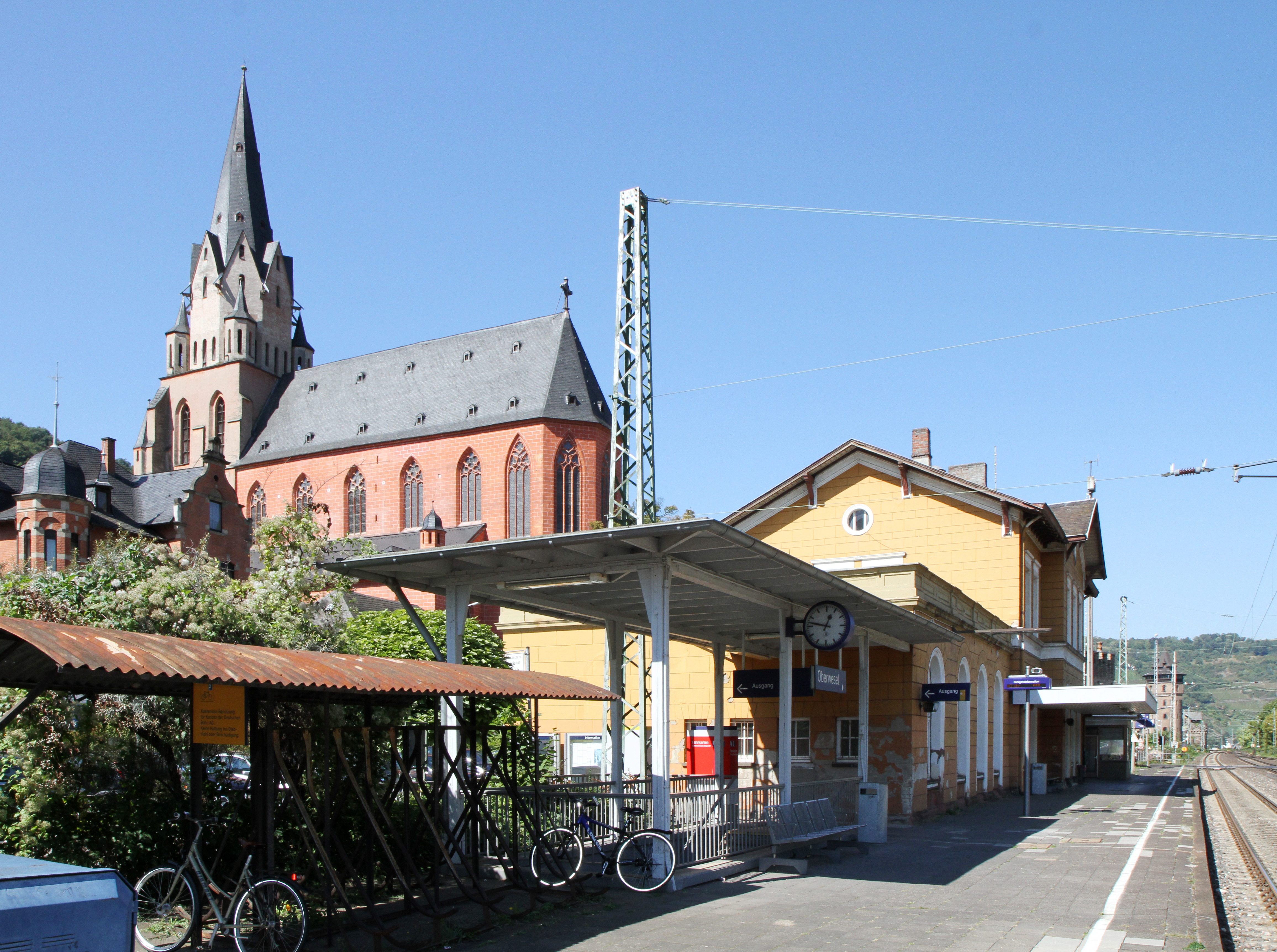
Der im Dezember 1859 eröffnete Bahnhof
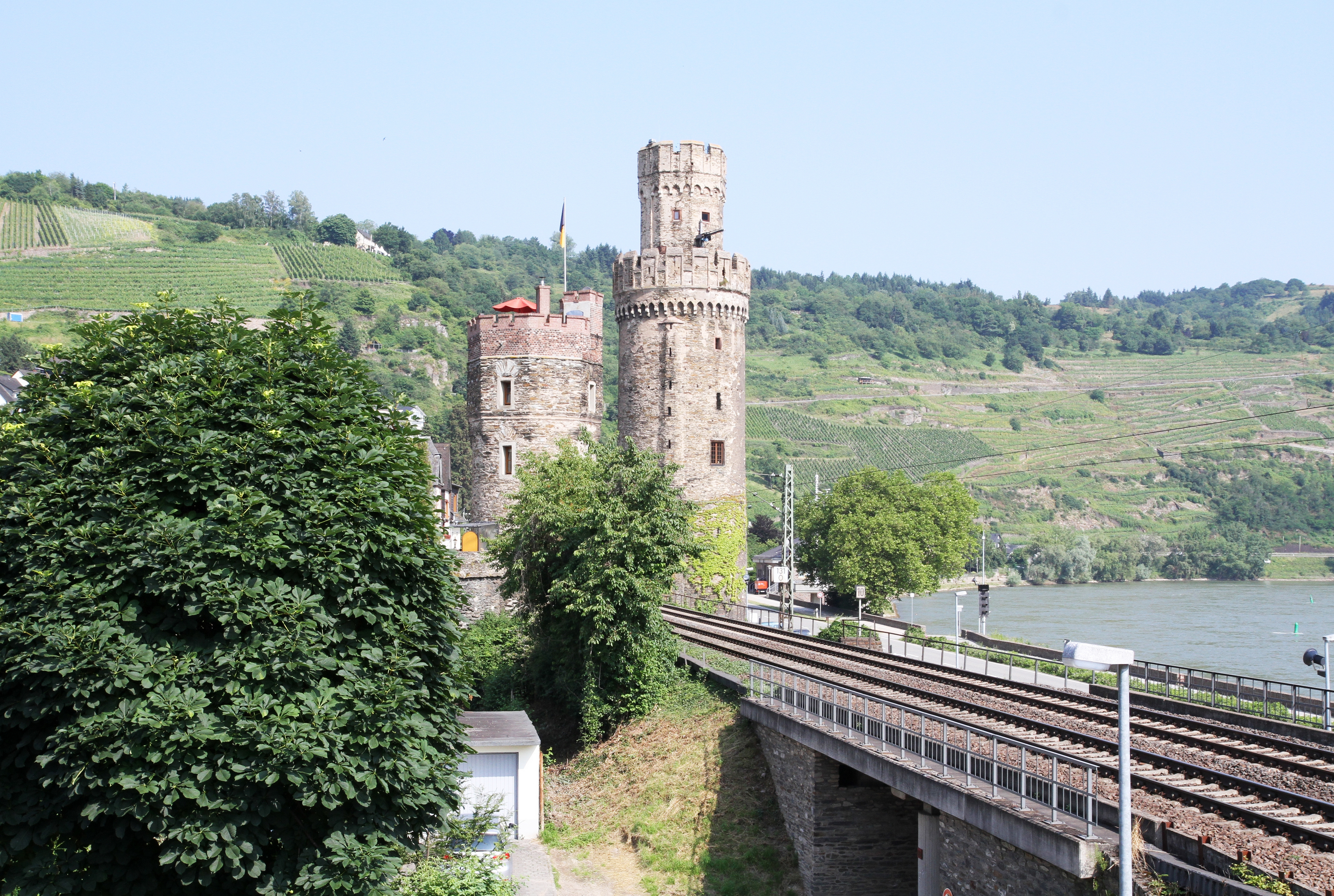
Bahntrasse zwischen Katzen- und Ochsenturm
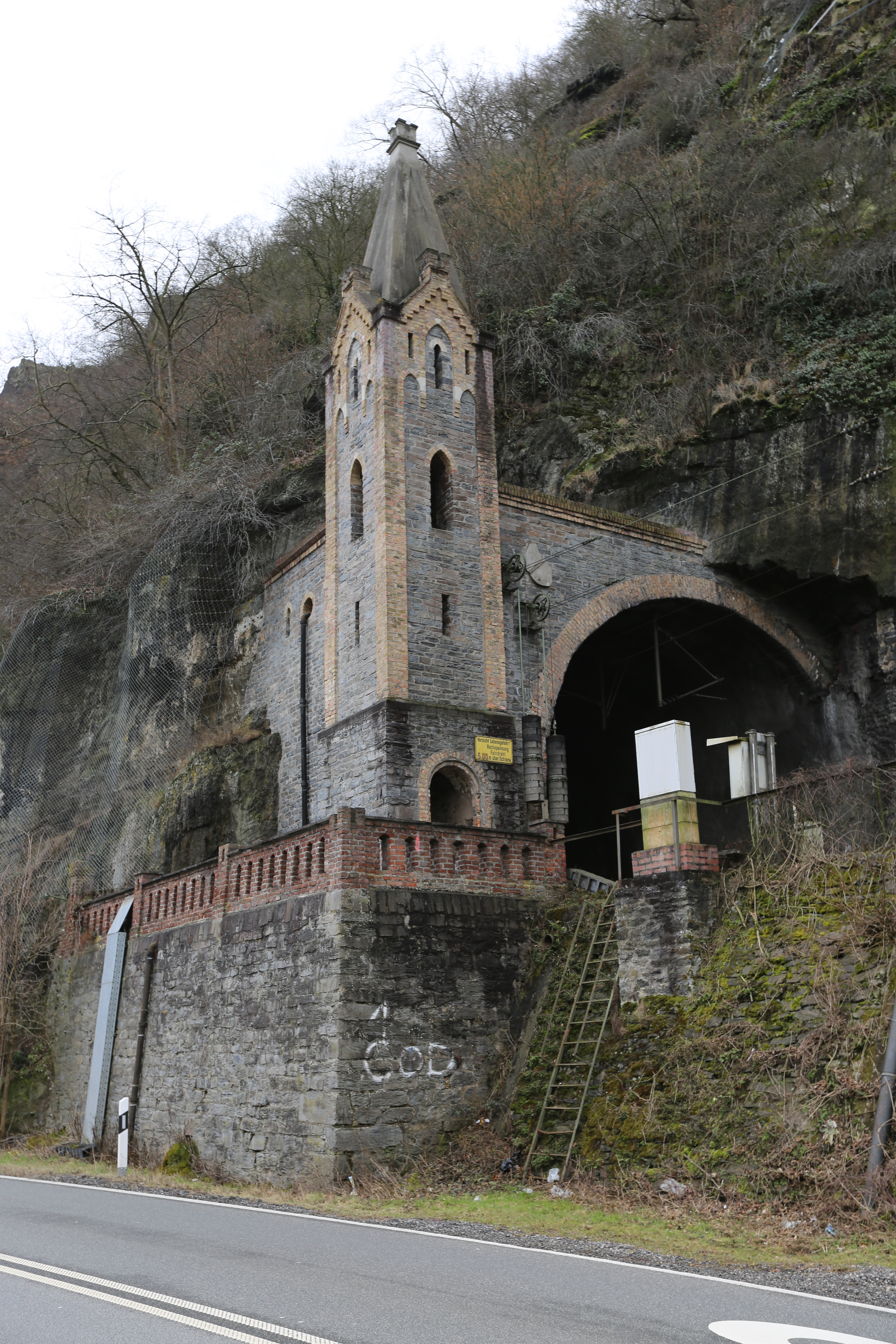
Nordportal des Kammerecktunnels
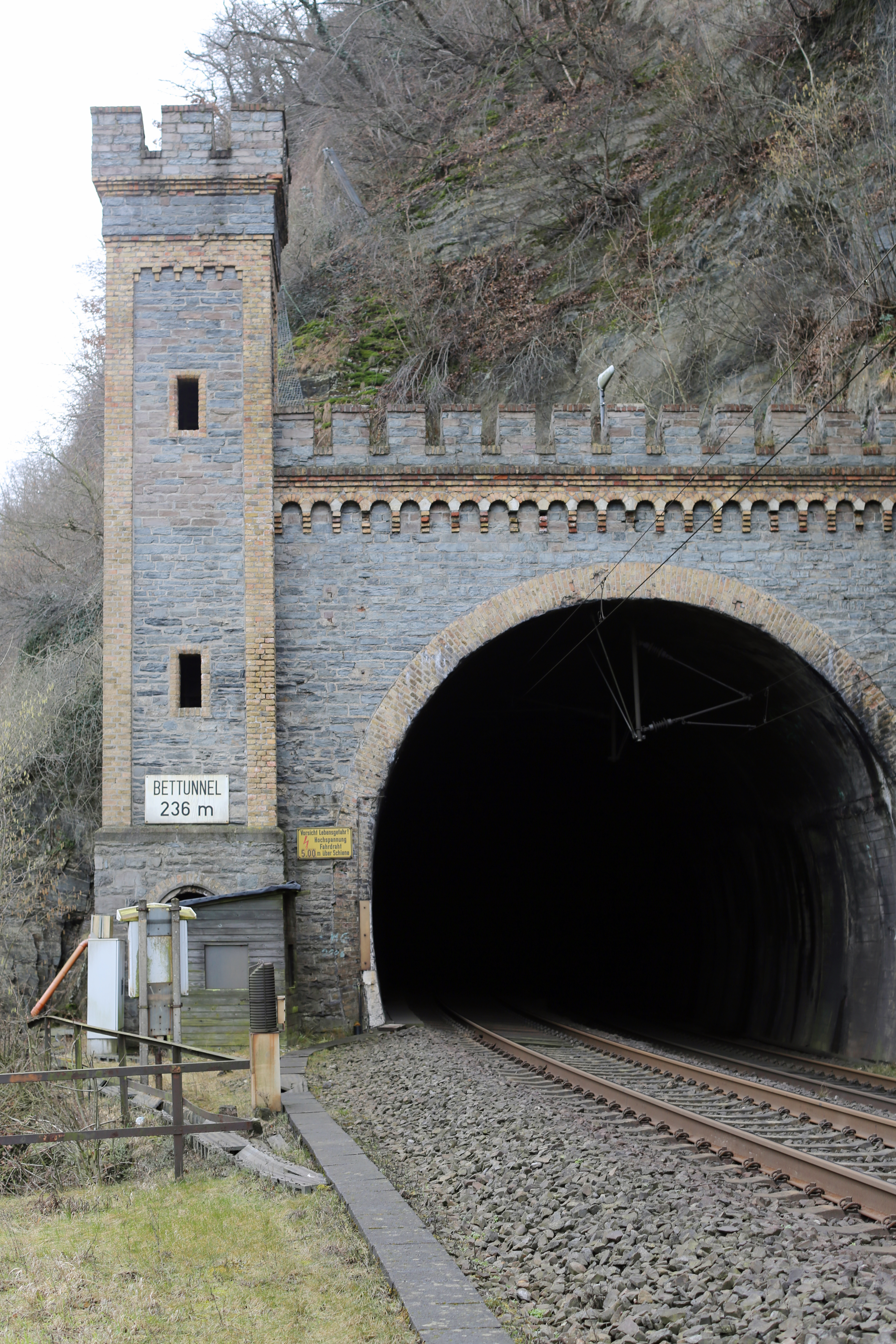
Nordportal des Bettunnels
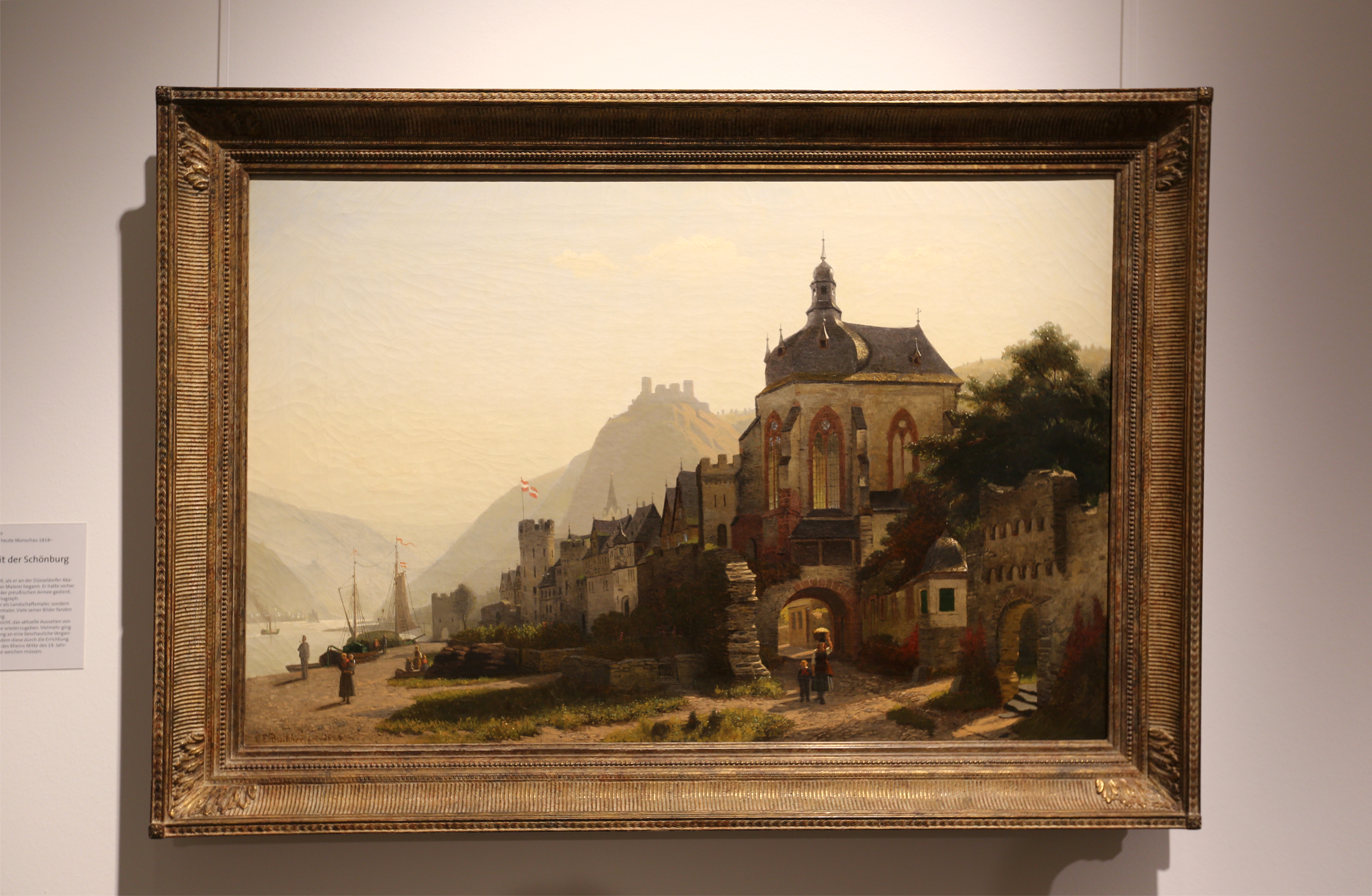
Oberwesel 1884

Weiter erforderte die enge Tallage eine Absicherung der Trasse gegen die hier – jahreszeitlich bedingt – häufig zu erwartenden Hochwasserstände. Dazu wurde in den Jahren 1857–1859 durch ein Oberweseler Tiefbauunternehmen ein Damm von fünf Meter Höhe aufgeschüttet, der von Sankt Goar bis Bacharach reichte. Der Bau des Bahndammes hatte seine guten und schlechten Seiten. Wirtschaft und individuelle Mobilität profitierten, aber die von Künstlern und Literaten gepriesene Rheinromantik wurde erheblich beeinträchtigt. In Oberwesel zerschnitt der Bahndamm die rheinseitige Stadtmauer zwischen Ochsen- und Katzenturm und führte zum Abriss des südlichen Endstückes der Stadtmauer vom Haags- zum Zehnerturm, der bis zur Scheitelhöhe seines Torbogens im Erdreich versank, und brachte nicht nur eine allgemein als negativ empfundene landschaftliche Veränderung, sondern setzte über die Jahrzehnte hinweg die Bevölkerung der Stadt einem ständig anwachsenden Lärmpegel aus. Maler wie Christian Eduard Boettcher, die als wahre Rheinromantiker bekannt waren, ignorierten die Realität und zeigten das Oberweseler Panorama ohne die inzwischen vorhandene Bahntrasse.

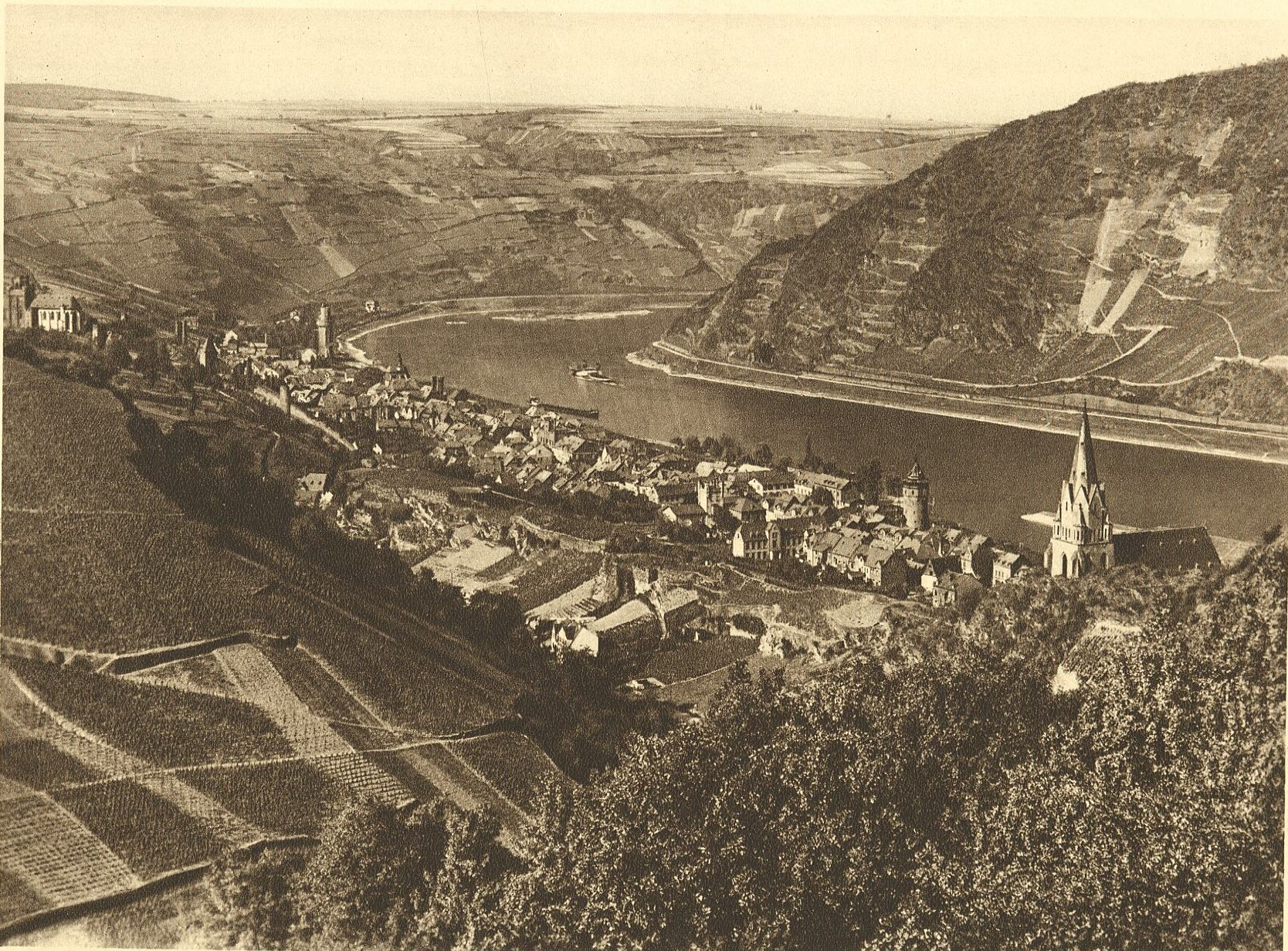
Kurt Hielscher: Oberwesel 1924

Die in den gleichen Baujahren errichtete Bahnstation (Eröffnung Dezember 1859) an der Mainzer Straße soll allgemein Anerkennung gefunden haben. Die Anlage dominierte das in spätklassizistischem Stil errichtete zweigeschossige Empfangsgebäude. Sein Erdgeschoss enthielt ursprünglich ein zur Straße hin ausgerichtetes Vestibül, Räume des Fahrkartenverkaufs und der Gepäckaufgabe, ein Büro des Stationsleiters nebst einem Telegrafenraum, separate Wartesäle für Passagiere der ersten, zweiten und dritten Klasse sowie ein zusätzliches Damenzimmer. Im Obergeschoss befanden sich die Wohnungen des Stationsvorstehers und die des Portiers.

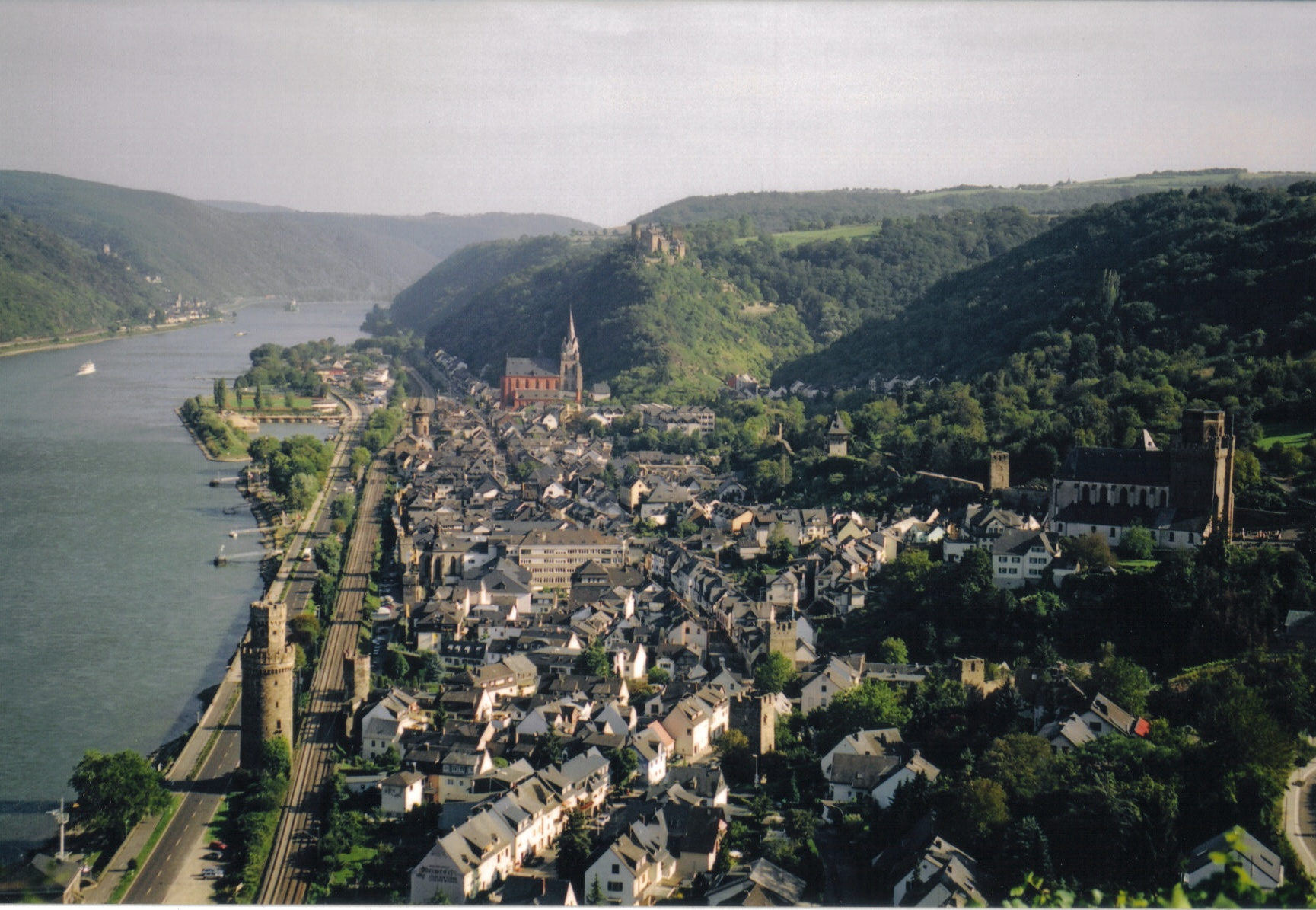
Oberwesel Stadtansicht 2004

### Sitz der Verbandsgemeinde St. Goar-Oberwesel
1816 waren bei der Einrichtung der preußischen Bürgermeistereien die in der französischen Übergangszeit neu eingerichteten politischen Gebietseinteilungen übernommen worden. Erst die rheinland-pfälzische Verwaltungsreform von 1969/70 hatte mit der Ausdehnung der Stadt St. Goar – Eingemeindung von Biebernheim und Werlau – sowie der Zusammenlegung mit der alten Verbandsgemeinde Oberwesel-Wiebelsheim zur neuen Verbandsgemeinde St. Goar-Oberwesel eine politische Neuorientierung gebracht. Die Verwaltungsreform von 1969/70 brachte Oberwesel auch eine wichtige Änderung an seiner Südseite. Aus dem Amt Bacharach wurde die Verbandsgemeinde Bacharach und gehörte nun dem neuen Landkreis Mainz-Bingen an. Damit war sie dem Regierungsbezirk Rheinhessen-Pfalz zugeordnet worden, sodass nach der Eingemeindung von Langscheid im Jahr 1974 nun die Südgrenze von Oberwesel auch die Südgrenze des Regierungsbezirks Koblenz war und nun wieder der alten Südgrenze des Kurfürstentums Trier entsprach. Seit der Verwaltungsreform ist Oberwesel Verwaltungssitz der Verbandsgemeinde.
Zum 1. Januar 2020 wurde die Verbandsgemeinde Sankt Goar-Oberwesel aufgelöst und fusionierte mit der Verbandsgemeinde Emmelshausen zur Verbandsgemeinde Hunsrück-Mittelrhein. Oberwesel ist neben der Stadt Emmelshausen einer der beiden Verwaltungssitze dieser Verbandsgemeinde.

### Eingemeindungen
Am 17. März 1974 wurden die bis dahin selbständigen Gemeinden Dellhofen (damals 389 Einwohner), Langscheid (251) und Urbar (698) in die Stadt Oberwesel eingemeindet.
Am 13. September 1999 wurde der Ortsteil Urbar wieder eine selbständige Gemeinde.

### Einwohnerentwicklung
Die Entwicklung der Einwohnerzahl von Oberwesel bezogen auf das heutige Stadtgebiet; die Werte von 1871 bis 1987 beruhen auf Volkszählungen:
| Oberwesel: Einwohnerzahlen von 1815 bis 2024 | Oberwesel: Einwohnerzahlen von 1815 bis 2024 | Oberwesel: Einwohnerzahlen von 1815 bis 2024 | Oberwesel: Einwohnerzahlen von 1815 bis 2024 | Oberwesel: Einwohnerzahlen von 1815 bis 2024 |
| -------------------------------------------- | -------------------------------------------- | -------------------------------------------- | -------------------------------------------- | -------------------------------------------- |
| Jahr                                         |                                              |                                              |                                              | Einwohner                                    |
| 1815                                         | 1815                                         |                                              | 2.849                                        | 2.849                                        |
| 1835                                         | 1835                                         |                                              | 3.350                                        | 3.350                                        |
| 1871                                         | 1871                                         |                                              | 3.431                                        | 3.431                                        |
| 1905                                         | 1905                                         |                                              | 3.721                                        | 3.721                                        |
| 1939                                         | 1939                                         |                                              | 4.690                                        | 4.690                                        |
| 1950                                         | 1950                                         |                                              | 5.091                                        | 5.091                                        |
| 1961                                         | 1961                                         |                                              | 4.751                                        | 4.751                                        |
| 1970                                         | 1970                                         |                                              | 4.813                                        | 4.813                                        |
| 1987                                         | 1987                                         |                                              | 4.228                                        | 4.228                                        |
| 2005                                         | 2005                                         |                                              | 3.252                                        | 3.252                                        |
| 2021                                         | 2021                                         |                                              | 2.813                                        | 2.813                                        |
| 2024                                         | 2024                                         |                                              | 2.939                                        | 2.939                                        |
| Quelle(n): statistik.rlp.de                  |                                              |                                              |                                              |                                              |

## Politik

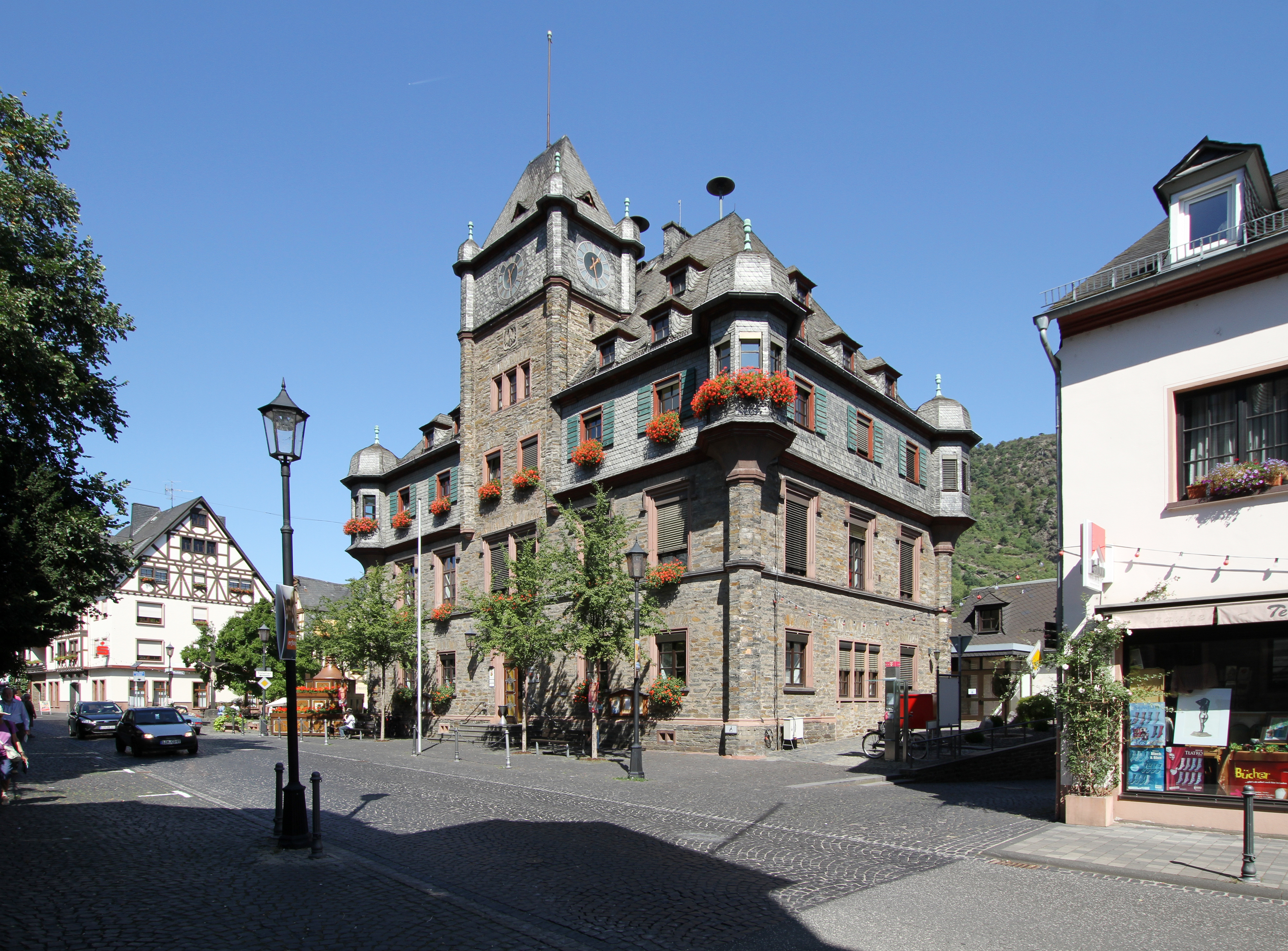
Rathaus, um 1847–50

### Stadtrat
Der Stadtrat in Oberwesel besteht aus 20 Ratsmitgliedern, die bei der Kommunalwahl am 9. Juni 2024 in einer personalisierten Verhältniswahl gewählt wurden, und dem ehrenamtlichen Stadtbürgermeister als Vorsitzendem.
Die Sitzverteilung im Stadtrat:
| Wahl | CDU | SPD | Grüne | FWO | Gesamt   |
| ---- | --- | --- | ----- | --- | -------- |
| 2024 | 10  | 2   | 4     | 4   | 20 Sitze |
| 2019 | 11  | 2   | 4     | 3   | 20 Sitze |
| 2014 | 12  | 4   | –     | 4   | 20 Sitze |
| 2009 | 12  | 4   | –     | 4   | 20 Sitze |
| 2004 | 14  | 3   | –     | 3   | 20 Sitze |

- FWO = Freie Wähler Oberwesel

### Bürgermeister
- 1889–1901: Anton Doll
- 1901–1933: Johann Hommer
- 1933–1938: Walther Ottendorff, NSDAP
- 1938–1940: Fritz Bosche, NSDAP
- 1940–1941: Christian Stock, NSDAP
- 1941–1945: Wilhelm Schmidt, NSDAP
- 1945–1946: Ludwig Schaus, SPD
- 1946–1948: Heinrich Hermann, CDU
- 1948–1976: August Zeuner, CDU
- 1976–1979: Hans Stemick, CDU
- 1980–1989: Johann Peter Josten, CDU
- 1989–1994: Willy Wißkirchen, FWO (Freie Wählergruppe Oberwesel)
- 1994–2009: Manfred Zeuner, CDU
- 2009–2019: Jürgen Port, CDU
- 2019–2024: Marius Stiehl, CDU
- ab 2024: Jan Zimmer, CDU

Am 23. Juni 2024 wurde Jan Zimmer (CDU) bei einer Wahlbeteiligung von 57,3 % mit einem Stimmenanteil von 67,0 % in einer Stichwahl gegen einen gemeinsamen Kandidaten von Bündnis 90/Die Grünen und SPD zum künftigen Stadtbürgermeister gewählt, nachdem bei der Direktwahl am 9. Juni keiner der ursprünglich drei Bewerber eine ausreichende Mehrheit erreichte. Zimmers Amtseinführung erfolgte am 12. August 2024.

### Wappen
| Wappen von Oberwesel | Blasonierung: „In Gold ein rot bewehrter und rot bezungter schwarzer Adler.“                                                                                              |
| Wappen von Oberwesel | Wappenbegründung: Die Stadt war von 1237 bis 1309 freie Reichsstadt. Sie behielt seither den Reichsadler in Siegel und Wappen bei. Die Stadtfarben sind Schwarz und Gelb. |

### Gemeindepartnerschaften
- Mit der Gemeinde Chablis in der Region Burgund in Frankreich besteht seit August 1961 eine Partnerschaft.[43]

## Kultur und Sehenswürdigkeiten
Oberwesel besitzt heute die umfangreich erhaltenen Reste eines Stadtmauerrings am Rhein sowie Kirchen und alte Häuser.

### Museen
- Museum der Stadt Oberwesel (im Kulturhaus Oberwesel – Kulturstiftung Hütte)
- Meteorite-Museum
- Bäckereimuseum
- Turmmuseum im Torturm der Schönburg mit Aussichtsplattform
- Kunst im Turm (wechselnde Kunstausstellungen im Haags Turm)
- Kunstraum Oberwesel (Galerie für zeitgenössische Malerei)

### Skulpturenpark
1996 entstand der Skulpturenpark Oberwesel. Er umfasst derzeit zwanzig Kunstwerke zwischen Oberwesel und Urbar.

### Profane Bauwerke
- Schönburg
- Stadtmauer: Die zu Beginn des 13. Jahrhunderts errichtete Stadtmauer wurde im 14. Jahrhundert erweitert und verstärkt. Sie ist mit ihren 16 Wehrtürmen (ursprünglich 22) – u. a. Hospitalgassenturm, Steingassenturm, Katzenturm und Ochsenturm, dem markantesten Turm mit Zinnenkranz und aufgesetztem Oktogon (Butterfassturm), – die am besten erhaltene Ummauerung am Mittelrhein. Die Mauer ist heute zum größten Teil, vor allem in den nördlichen Abschnitten begehbar. Zugänge für einige noch nicht begehbare Abschnitte sind geplant.
- Ochsenturm
- Marktplatz mit Rathaus von 1842 und Fachwerkhäusern (Weinstuben und Restaurants)
- Günderodehaus: entstanden als Filmkulisse des Films Heimat 3 von Edgar Reitz, heute ein Ausflugslokal

### Sakrale Bauwerke vom 14. bis zum 19. Jahrhundert

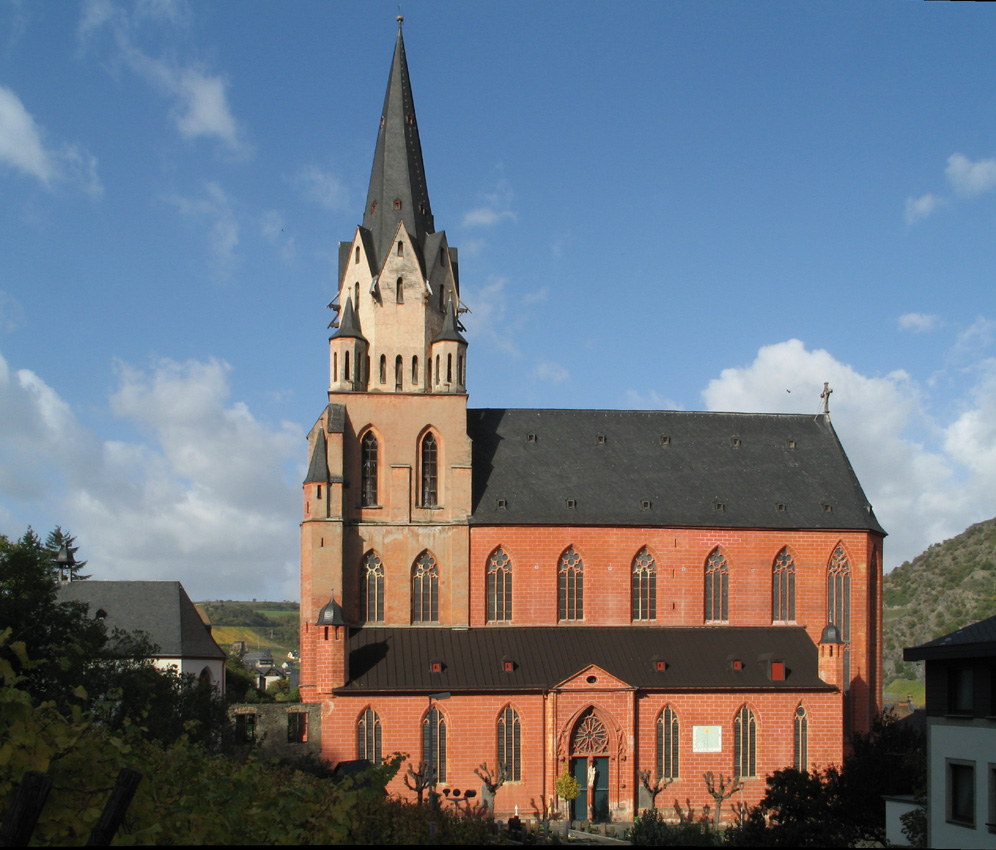
Liebfrauenkirche, erste Hälfte des 14. Jahrhunderts
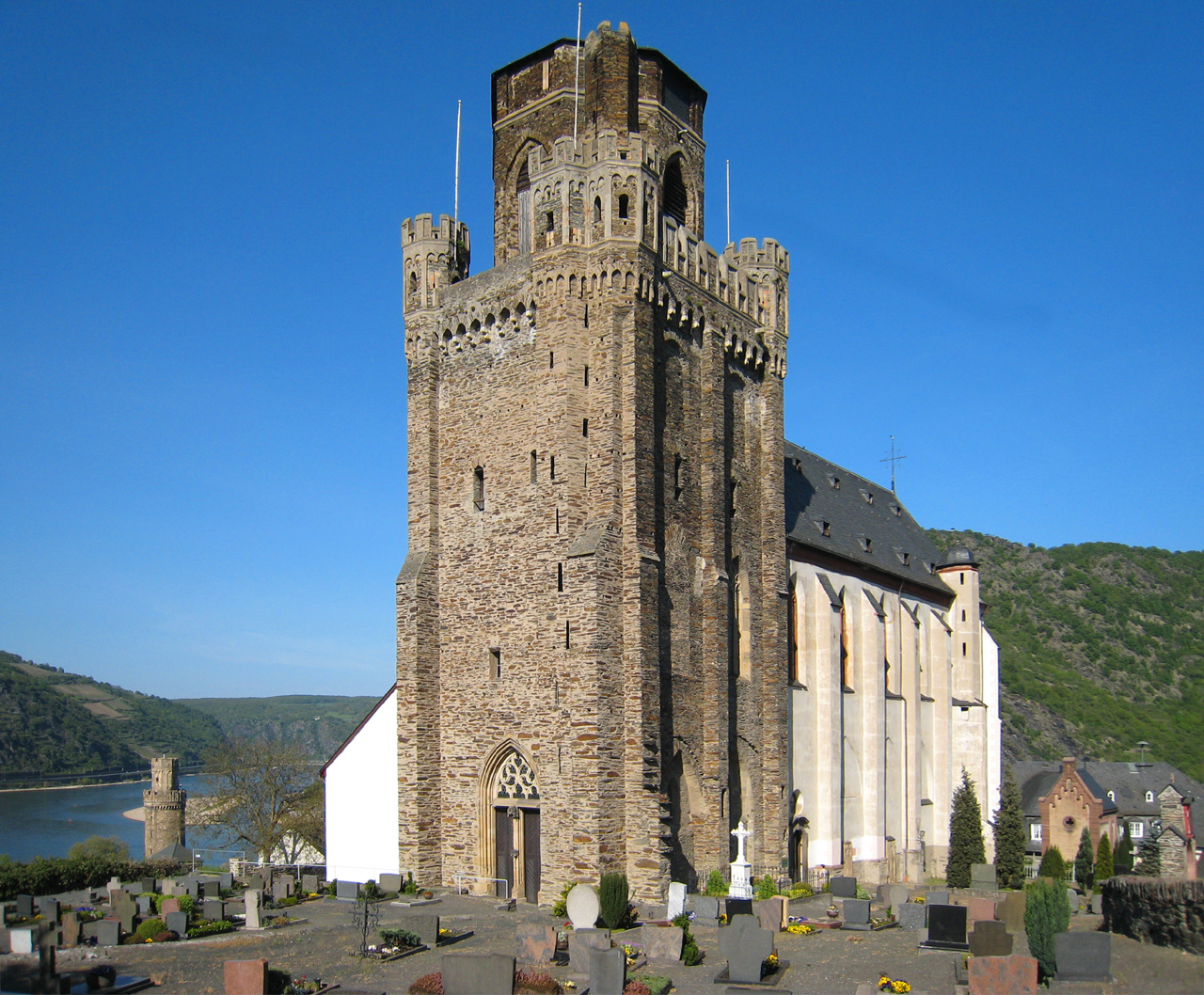
St. Martin, erste Hälfte des 14. Jahrhunderts
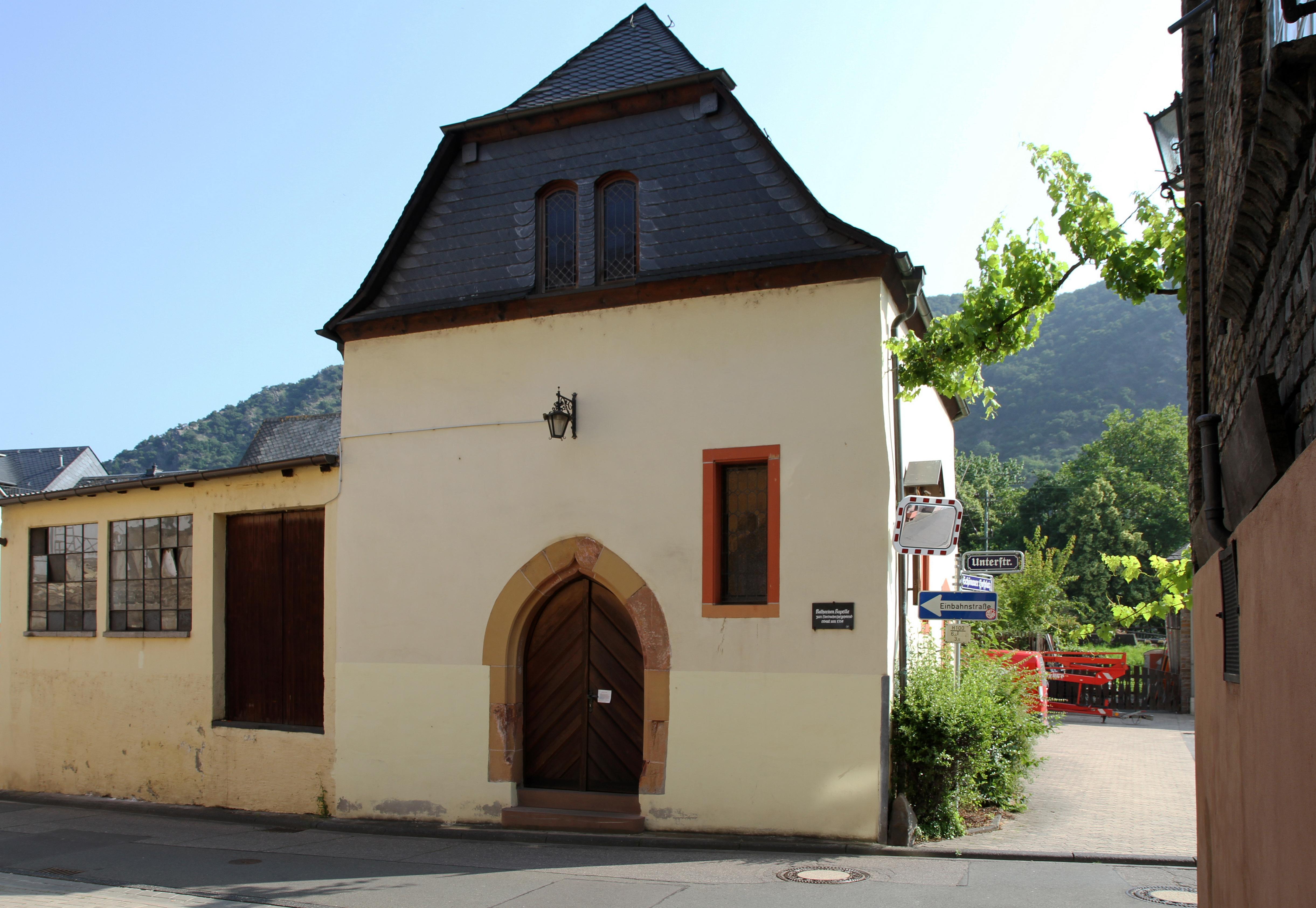
Katharinenkapelle, 2. Hälfte des 14. Jahrhunderts
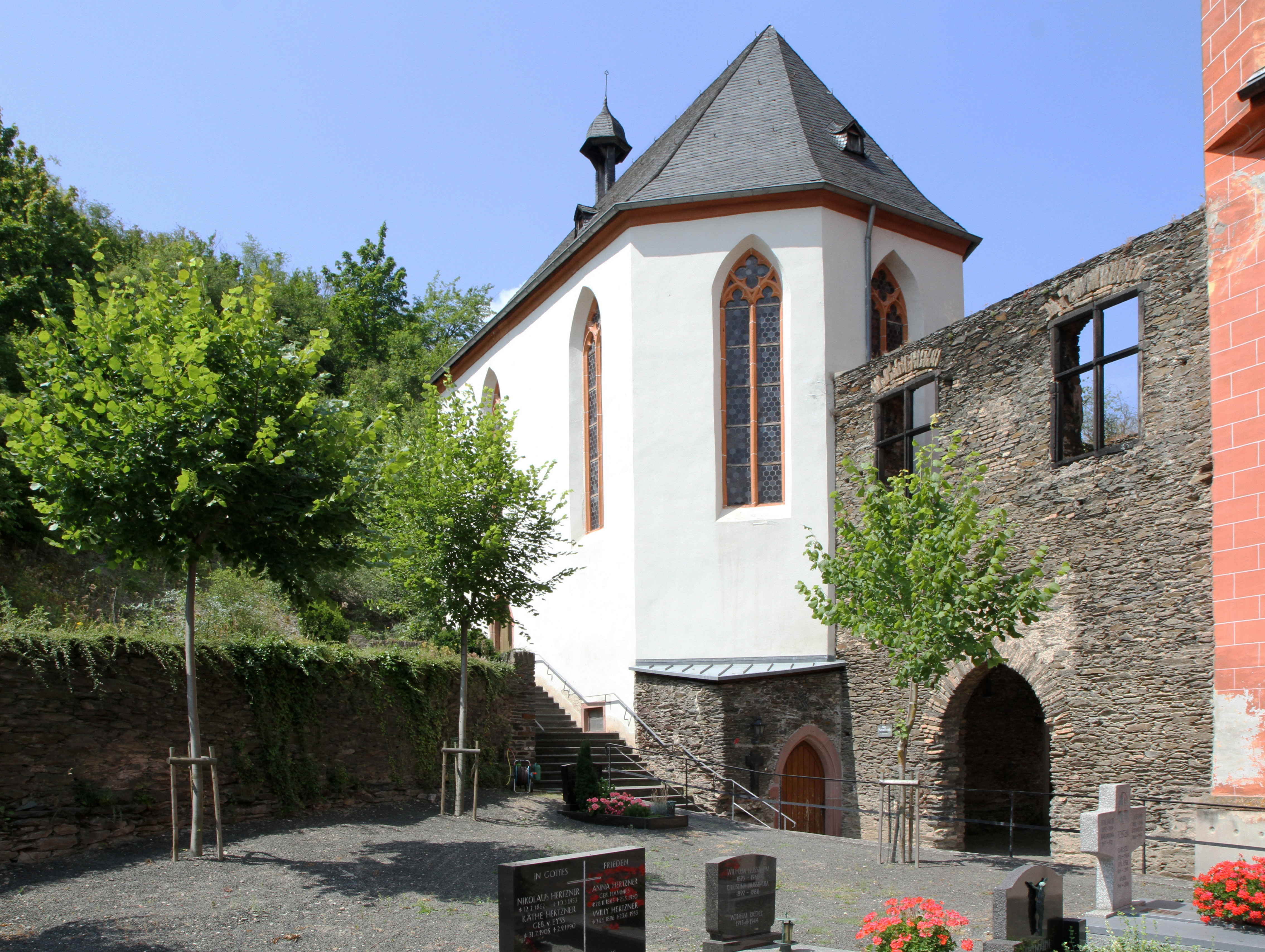
Michaelskapelle mit Beinhaus, Mitte des 14. Jahrhunderts
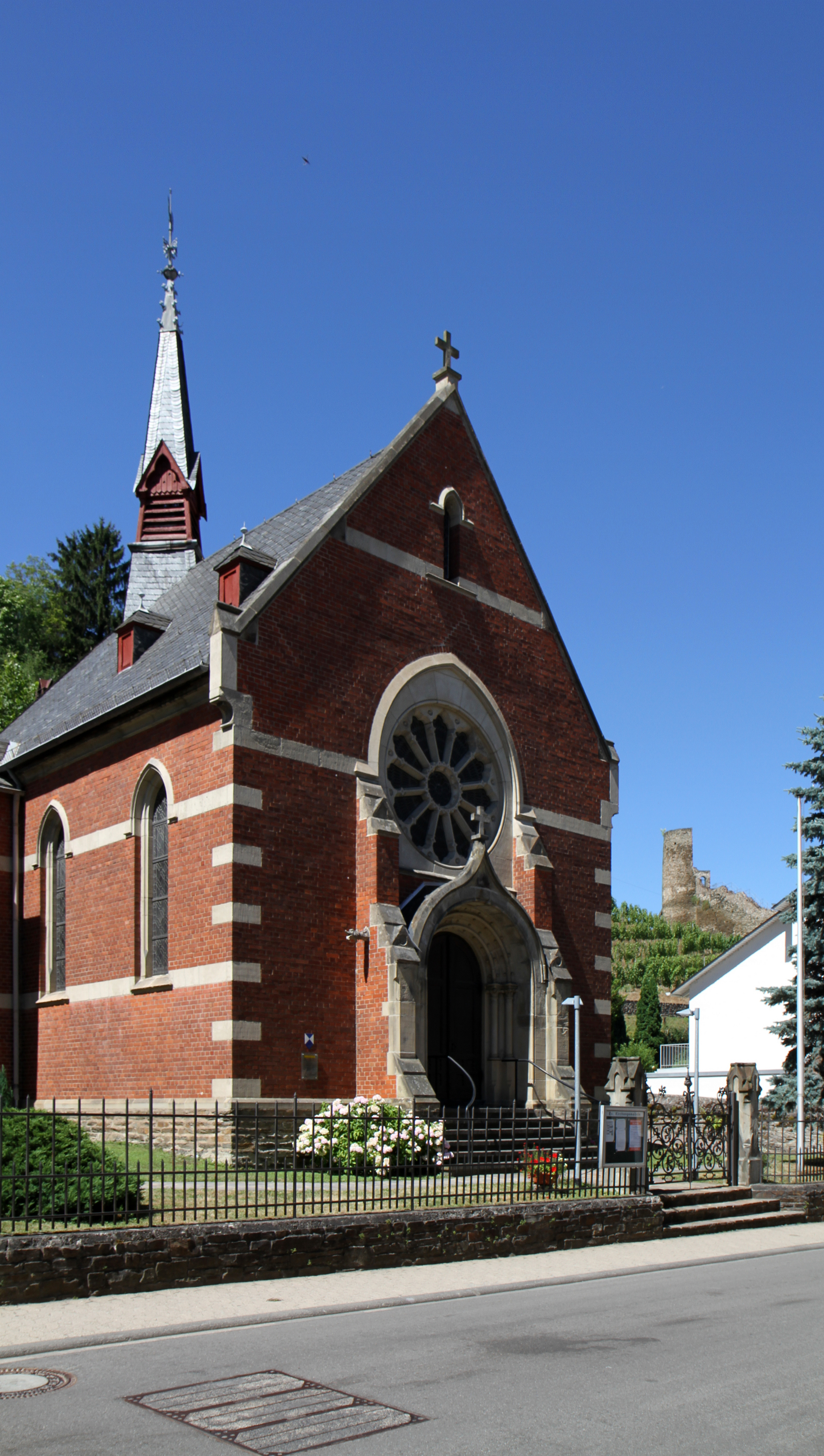
Evangelische Kirche, Ende des 19. Jahrhunderts

- Zur Schmerzhaften Muttergottes (Engehöll)
- Mutter-Rosa-Kapelle: Chor der ehemaligen Kapelle des 1689 zerstörten Hospitals (ehemalige Wernerkapelle).

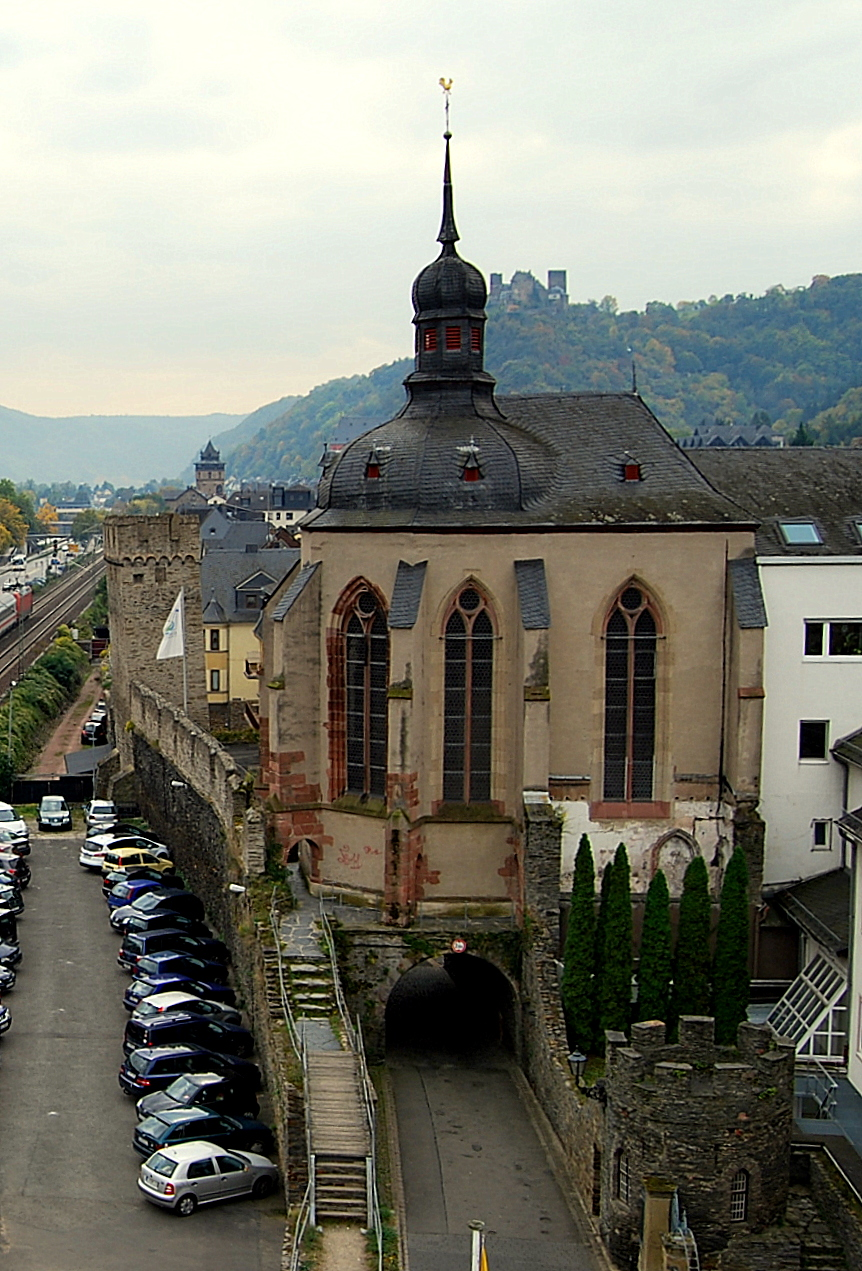
Wernerkapelle

- Liebfrauenkirche: Mit ihrem Bau wurde 1308 begonnen. 1331 wurde sie geweiht und 1375 fertiggestellt. Sie wurde an Stelle einer Vorgängerkirche, die erstmals 1213 erwähnt wurde, errichtet. Von dieser Marienkirche übernahm die heutige Kirche ein Stift für Weltpriester (im Gegensatz zu Ordenspriestern). Von ihrer Architektur und Ausstattung her (Goldaltar, Lettner, Wandmalereien) zählt sie zu den bedeutendsten gotischen Kirchen im Rheinland.[44]
- St. Martin: Gotischer Bau von 1350 auf der Grundlage eines romanischen Vorgängerbaus; der Bau wurde auf Grund der defizitären wirtschaftlichen Lage des Stifts nicht fertiggestellt. Der im Weseler Krieg zu Verteidigungszwecken in die Stadtmauer einbezogene Turm ist ein illustratives Beispiel sakraler Wehrarchitektur im Rheinland. Von der gotischen Ausstattung ist viel zerstört. Erhalten sind einige Wandmalereien um 1500 / 1600.
- Minoritenkloster: Das 1242 gegründete Franziskanerkloster hob Napoleon 1802 auf. Beim großen Stadtbrand von 1836 wurde es zerstört und ist seither Ruine.
- Evangelische Kirche: Von 1897 bis 1899 nach Plänen des Architekten August Heins (1848–1913) aus Boppard an der Chablisstraße als neugotische, backsteinsichtige Saalkirche erbaut.
- Ehemalige Synagoge: Die von 1886 bis 1938 am Schaarplatz bestehende Synagoge wurde in der Folgezeit zu einem Wohnhaus umgebaut.
- Jüdischer Friedhof: im 18. Jahrhundert westlich oberhalb des Ortes angelegt

### Auszeichnung für aktiven Denkmalschutz
2008 verlieh das Deutsche Nationalkomitee für Denkmalschutz dem Oberweseler Bauverein „Historische Stadt Oberwesel e. V.“ in Anerkennung seiner Verdienste um den Denkmalschutz die Silberne Halbkugel. Die alljährlich verliehene Auszeichnung ehrt das Engagement zur Erhaltung und Rettung von Gebäuden, Ensembles, Altstadtkernen, Dörfern und archäologischen Denkmälern.
Siehe auch: Liste der Kulturdenkmäler in Oberwesel

### Regelmäßige Veranstaltungen
- Konzerte und Gottesdienste der Kirchenmusik in Oberwesel
- Jahreskonzert „Wir machen Musik“ des Blasorchesters der Kolpingsfamilie Oberwesel
- Weinhexennacht
- Mittelalterliches Spectaculum – zu Pfingsten in geraden Jahren.
- Mittelrhein-Marathon von Oberwesel bis Koblenz im Juni (2005 bis letztmals 2015)
- Rhein in Flammen – Nacht der 1000 Feuer – mit traditionellen Festzug am Sonntag danach, jeweils Zweiter Samstag im September
- Weinmarkt auf dem Marktplatz und in der Rathausstraße, an jedem 2. und 3. Wochenende im September

## Wirtschaft und Infrastruktur

### Verkehr
Oberwesel hat einen Bahnhof an der Linken Rheinstrecke. Der am 15. Dezember 1859 eröffnete Bahnhof Oberwesel ist mit einem Fahrdienstleiter der DB Netz besetzt. Hier halten regelmäßig eine Regionalbahn- und zwei Regional-Express-Linien, durch die eine Direktverbindung nach Kaiserslautern, Koblenz, Mainz und Frankfurt am Main besteht.
Die Bundesstraße 9 verbindet mit den Nachbarorten und den Oberzentren Koblenz und Mainz. Auf die Rheinhöhen und in den Hunsrück führt die Landesstraße 220. Auf das rechte Rheinufer gelangt man mit der Autofähre Bacharach–Kaub oder der Fähre Loreley, beide sind nur wenige Kilometer von der Stadt entfernt.

### Weinbau

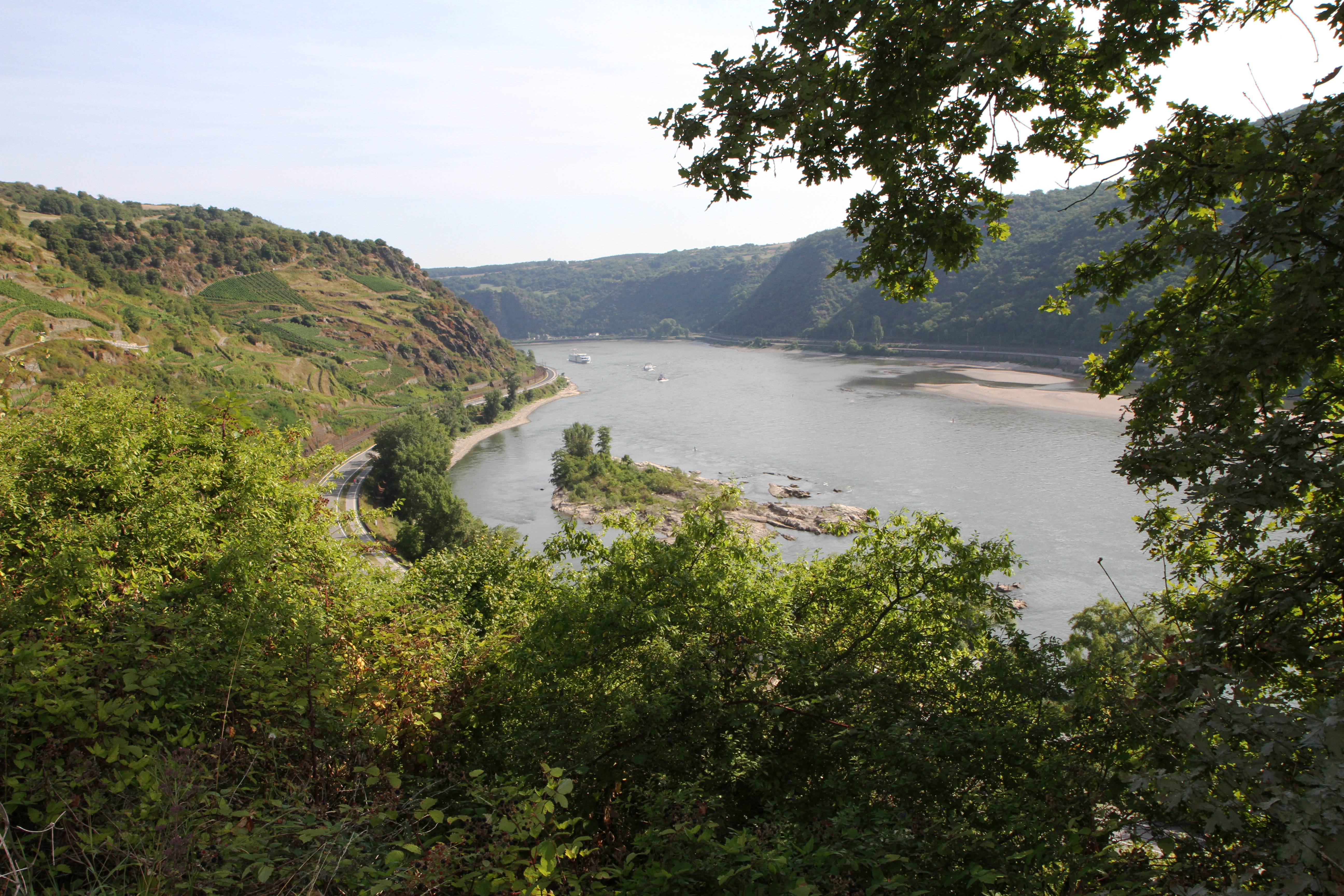
Weinlagen des Oelsberg, nördlicher Teil

Innerhalb des Anbaugebiets Mittelrhein gehört Oberwesel zu den großen Weinbaugemeinden. Die Großlage Schloss Schönburg umfasst 72 ha; Einzellagen sind: Sieben Jungfrauen, Oelsberg, Bienenberg, St. Martinsberg, Goldemund, Bernstein, Römerkrug. Die Weinberge sind steil terrassiert und zu ca. 80 % mit Riesling und zu 20 % mit anderen weißen Rebsorten (Müller-Thurgau, Kerner, Weißburgunder) und seltener auch roten Traubensorten (Spätburgunder, Dornfelder) bestockt. Victor Hugo befand auf seiner Rheinreise 1840 über Oberwesel: „Sein Rotwein ist vortrefflich“. Es werden Weine aller Ausbauarten (mild, halbtrocken und trocken) sowie Qualitätsstufen (Prädikat Kabinett bis vereinzelt Eiswein) erzielt. Kürzlich wurde im Oelsberg eine sanfte Flurbereinigung durchgeführt und die neu bestockten Weinberge mit einer Bewässerungsanlage versehen. Somit konnte diese traditionelle Lage gesichert werden. Neben der Arbeitseinsparung für die Winzer bedeutet dies auch eine Ertragssicherung in trockenen Sommern.
Einige der rund 30 Weingüter vor Ort sind seit über 200 Jahren im Familienbesitz, manche unterhalten einen Gutsausschank in der Stadt. Das Weingut Lanius-Knab ist das einzige Mitglied im Verband Deutscher Prädikatsweingüter (VDP).

### Tourismus
Als touristischer Vertreter der Rheinromantik schrieb Victor Hugo 1840 in seiner Rheinreise über Oberwesel: „Rheinaufwärts, eine Meile über Sankt Goar, bemerkt man plötzlich an dem Bogen zwischen zwei Bergen eine schöne altertümliche Stadt, ... Es ist Oberwesel, eine der Rheinstädte mit vielen Kriegsspuren. Die alten Mauern sind von Kanonen- und Kugellöchern dicht besät ... Heute ist Oberwesel nichts mehr als ein alter Soldat, der zum Weinbauer geworden.“
Die Jugendherberge auf der Schönburg ist mit 269 Betten die größte in Rheinland-Pfalz und konnte im Jahr 2017 über 57.000 Übernachtungen verzeichnen.

## In Oberwesel geboren
- Johann von Wesel (1425–1481), Theologe
- Salomon Meyer (1693–1774), Hoffaktor in Karlsruhe
- Joseph Adamy (1778–1849), nassauischer Grubenbesitzer und Politiker
- August Fonck (1868–1935), Offizier der Schutztruppe und Kolonialbeamter in Deutsch-Ostafrika
- Heinrich Fonck (1869–1933), Offizier der Schutztruppe und Kolonialbeamter in Deutsch-Ostafrika
- Carl Walterbach (1870–1952), katholischer Theologe und Priester
- Johann Kirchgässer (1872–1959), Pionier der Rheinschifffahrt (Gedenktafel am Schiffermast in Oberwesel)
- August Zeuner (1913–1976), Politiker (CDU)
- Johann Peter Josten (1915–2011), Politiker (CDU)
- Wilhelm Lauer (1923–2007), Geograph und Professor
- Alfred Gottschalk (1930–2009), Rabbiner
- Clemens Klockner (1944–2021), Professor für Gesellschaftswissenschaften und Präsident der Fachhochschule Wien
- Joachim Weiler (1947–1999), Politiker (CDU), Landrat des Landkreises Ahrweiler
- Robert Brahm (* 1956), Weihbischof
- Wolfgang Brenner (* 1956), Maler
- Eberhard Lauer (* 1956), Kirchenmusiker